# Премія «Г'юго» за найкращу драматичну постановку
Премія Г'юґо у категорії «Найкраща драматична постановка» (англ. Hugo Award for Best Dramatic Presentation) присуджувалась щорічно з 1953 року до 2002 за драматичну постановку в жанрі наукової фантастики чи фентезі, які були публічно презентовані перший раз протягом попереднього календарного року. Згідно з правилом 2.05 правил Світового товариства наукової фантастики (станом на 1971 рік), цією премією може нагороджуватись «будь-яка продукція, що пов'язана з науковою фантастикою чи фентезі, що відноситься до радіомовлення, телебачення, театру чи кінематографу».
Перший раз нагорода була вручена 1958 року і з того часу, окрім 1964 і 1966 років, вручалася щорічно під час церемонії відзначення найкращих досягнень у галузі наукової фантастики та фентезі на черговому з'їзді Світового товариства наукової фантастики (англ. Worldcon / The World Science Fiction Convention). В 1964 і 1966 році нагорода не була вручена, через відсутність достатньої кількості номінантів. Цікавим є те, що в 1958 році номінація називалась «Outstanding Movie» (Видатний фільм), а в 1959 році «Best SF or Fantasy Movie» (Найкращий науково-фантастичний чи фентезійний фільм). З 1960 року назва нагороди не змінювалось аж до 2003 року. Проте в 1971 році необхідність належності постановки до кіно, театру, телебачення чи радіо прибрали зі статуту. Починаючи з 2003 року цю премію розділили на дві категорії: «Найкраща драматична постановка, довга форма» і «Найкраща драматична постановка, коротка форма», для постановок довших і коротших дев'яноста хвилин відповідно. З 1996 року почали присуджувати Ретроспективну премію Г'юґо (так звану «Ретро-Г'юґо»), нагороду можуть отримати постановки, що вийшли 50, 75 чи 100 років тому, при умові що цього року проводився з'їзд Worldcon, але нагородження не відбувалося.
За 72 роки існування премії, 43 нагороди були видані в категорії «Найкраща драматична постановка», по 21 нагороді в категоріях «Коротка форма» і «Довга форма», а також 11 нагород «Ретро-Г'юґо». Одну з премій присудили не художньому твору: в 1970 році, премія була видана освітленню місії «Аполлон-11» по телебаченню. Серед переможців і номінантів премії слід відзначити наступні постановки: перезапуск науково-фантастичного серіалу Доктор Хто з 6 перемогами з 29 номінацій в категорії «Коротка форма», серіал «Сутінкова зона» з трома перемогами з чотирьох номінацій в категорії «Найкраща драматична постановка», а також фентезійний серіал «Гра престолів» з перемогою в обидвох категоріях «Довга форма» і «Коротка форма» при чотирьох номінаціях. Інші серіали, що отримали декілька нагород: «Зоряний шлях» з 4 перемогами з 11 номінацій, «Вавилон-5» з двома перемогами з чотирьох номінацій. Менш «успішними» були серіали: «Баффі — переможниця вампірів» з однією перемогою з шести номінацій, «Зоряний крейсер „Галактика“» з однією перемогою з п'яти номінацій, а також кінофраншиза «Гаррі Поттер» з сімома номінаціями і жодною перемогою.

## Переможці і претенденти
У таблиці зазначені переможці Премії та номінанти на неї, які брали участь у фінальному етапі голосування. Синім кольором виділені переможці, сірий колір фону позначає рік, коли нагорода не була видана.

### Ретроспективне нагородження премією «Г'юґо» (Ретро-Г'юґо) за найкращу драматичну постановку за минулі роки (1939—1954)
| Рік                  | Рік нагородження | Постановка                                                                                         | Творець (-ці) | Видавник (-ки)                              | Прим.  |
| -------------------- | ---------------- | -------------------------------------------------------------------------------------------------- | --- | ------------------------------------------- | ------ |
| 1939                 | 2014             | Війна світів (англ. The War of the Worlds)                                                         | Орсон Веллс (режисер, сценарист), за мотивами твору Герберта Веллза                                                                 | The Mercury Theatre on the Air/CBS          | [ 7 ]  |
| 1939                 | 2014             | Навколо світу за вісімдесят днів (англ. Around the World in Eighty Days)                           | Орсон Веллс (режисер, сценарист), за мотивами твору Жуль Верна                                                                      | The Mercury Theatre on the Air/CBS          | [ 7 ]  |
| 1939                 | 2014             | Різдвяна пісня в прозі (англ. A Christmas Carol)                                                   | Орсон Веллс (режисер, сценарист), за мотивами твору Чарлза Діккенса (original novella)                                              | The Campbell Playhouse/CBS                  | [ 7 ]  |
| 1939                 | 2014             | Дракула (англ. Dracula)                                                                            | Орсон Веллс (режисер, сценарист), Джон Госмен (сценарист), за мотивами твори Брем Стокер                                            | The Mercury Theatre on the Air/CBS          | [ 7 ]  |
| 1939                 | 2014             | R.U.R.                                                                                             | Ян Басселл (продюсер), за мотивами твору Карел Чапека                                                                               | BBC                                         | [ 7 ]  |
| 1941 (Довга форма)   | 2016             | Фантазія (англ. Fantasia)                                                                          | Семюель Акмстронг та инші (режисер), Джо Грант (сценарист), Дік Гюмер(сценарист)                                                    | Walt Disney Productions, RKO Radio Pictures | [ 8 ]  |
| 1941 (Довга форма)   | 2016             | Доктор Циклоп (англ. Dr. Cyclops)                                                                  | Ернест Шодсак (режисер), Том Кілпатрік(сценарист)                                                                                   | Paramount Pictures                          | [ 8 ]  |
| 1941 (Довга форма)   | 2016             | Флеш Ґордон завойовує Всесвіт (англ. Flash Gordon Conquers the Universe)                           | Форт Бібі (режисер), Рей Тейлор (режисер), Джордж Г. Плімптон (сценарист), Бейзіл Дікі (сценарист), Баррі Шіпман (сценарист)        | Universal Pictures                          | [ 8 ]  |
| 1941 (Довга форма)   | 2016             | Один мільйон до нашої ери (англ. One Million B.C.)                                                 | Гарольд Роуч (режисер), Гарольд Роуч мол. (режисер), Макел Новак (сценарист), Джордж Бейкер (сценарист), Джозеф Фрікерт (сценарист) | United Artists                              | [ 8 ]  |
| 1941 (Довга форма)   | 2016             | Багдадський злодій (англ. The Thief of Bagdad)                                                     | Майкл Пауелл (режисер), Людвіг Бергер (режисер), Тім Вілан (режисер), Лайош Біро (сценарист), Майлз Моллесон (сценарист)            | London Films, United Artists                | [ 8 ]  |
| 1941 (Коротка форма) | 2016             | Піноккіо (англ. Pinocchio)                                                                         | Бен Шарпстін (режисер), Хемілтон Ласкі (режисер), Тед Сірс і інші (сценарист)                                                       | Walt Disney Productions, RKO Radio Pictures | [ 8 ]  |
| 1941 (Коротка форма) | 2016             | Пригоди Супермена: «Дитина з криптону» (англ. The Adventures of Superman: "The Baby from Krypton") | Френк Чейз (продюсер), Джордж Людлам (сценарист)                                                                                    | WOR                                         | [ 8 ]  |
| 1941 (Коротка форма) | 2016             | Повернення людини-невидимки (англ. The Invisible Man Returns)                                      | Джо Мей (режисер, сценарист), Курт Сіодмак (сценарист), Лестер Кол (сценарист)                                                      | Universal Pictures                          | [ 8 ]  |
| 1941 (Коротка форма) | 2016             | Looney Tunes: «Твоє місце на екрані» (англ. Looney Tunes: "You Ought to Be in Pictures")           | Фріз Фрілінг (режисер), Джек Міллер (сценарист)                                                                                     | Warner Bros.                                | [ 8 ]  |
| 1941 (Коротка форма) | 2016             | Merrie Melodies: «Дикий Заєць» (англ. Merrie Melodies: "A Wild Hare")                              | Текс Ейвері (режисер), Річ Гоґан (сценарист)                                                                                        | Warner Bros.                                | [ 8 ]  |
| 1943                 | 2018             | Бембі (англ. Bambi)                                                                                | Девід Генд (режисер), Перс Пірс (сценарист), Ларі Моурі (сценарист), Фелікс Зальтен (сценарист)                                     | Walt Disney Productions                     | [ 9 ]  |
| 1943                 | 2018             | Котячі люди (англ. Cat People)                                                                     | Жак Турнер (режисер), Девід Бодін (сценарист), за мотивами твору Вел Лювтона                                                        | RKO Pictures                                | [ 9 ]  |
| 1943                 | 2018             | Привид Франкенштейна (англ. The Ghost of Frankenstein)                                             | Ерл Кентон (режисер), Скот Дарлінг (сценарист)                                                                                      | Universal Pictures                          | [ 9 ]  |
| 1943                 | 2018             | Я одружився з відьмою (англ. I Married a Witch)                                                    | Рене Клер (режисер), Роберт Пірош (сценарист), Марк Конеллі (сценарист), за мотивами твору Торна Сміта                              | Cinema Guild Productions/Paramount Pictures | [ 9 ]  |
| 1943                 | 2018             | Невидимий агент (англ. Invisible Agent)                                                            | Едвін Марін (режисер), Курт Сіодмак (сценарист)                                                                                     | Frank Lloyd Productions/Universal Pictures  | [ 9 ]  |
| 1943                 | 2018             | Книга джунглів (англ. Rudyard Kipling's Jungle Book)                                               | Золтан Корда (режисер), Лоуренс Столлінгс (сценарист), за мотивами твору Редьярда Кіплінга                                          | Alexander Korda Films/United Artists        | [ 9 ]  |
| 1944 (Довга форма)   | 2019             | Небеса можуть зачекати (англ. Heaven Can Wait)                                                     | Ернст Любіч (режисер), Самсон Рефелсон (сценарист)                                                                                  | 20th Century Fox                            | [ 10 ] |
| 1944 (Довга форма)   | 2019             | Бетмен (англ. Batman)                                                                              | Ламберт Гайлер (режисер), Гаррі Фрейзер (сценарист), Віктор Маклауд (сценарист), Леслі Свебейкер (сценарист)                        | Columbia Pictures                           | [ 10 ] |
| 1944 (Довга форма)   | 2019             | Будиночок в небі (англ. Cabin in the Sky)                                                          | Вінсент Міннеллі (режисер), Басбі Берклі (режисер), Йозеф Шренк (сценарист)                                                         | Metro-Goldwyn-Mayer                         | [ 10 ] |
| 1944 (Довга форма)   | 2019             | Хлопець на ім'я Джо (англ. A Guy Named Joe)                                                        | Віктор Флемінг (режисер), Фредерік Бренан (сценарист), Далтон Трамбо (сценарист)                                                    | Metro-Goldwyn-Mayer                         | [ 10 ] |
| 1944 (Довга форма)   | 2019             | Мюнхгаузен (нім. Münchhausen)                                                                      | Йозеф фон Бакі (режисер), Еріх Кастнер (сценарист), за мотивами твору Рудольфа Еріх Распе                                           | Universum Film AG                           | [ 10 ] |
| 1944 (Довга форма)   | 2019             | Привид опери (англ. Phantom of the Opera)                                                          | Артур Любін (режисер), Ерік Тейлор (сценарист), Семюел Гоффенстайн (сценарист), Ганс Якоб (сценарист)                               | Universal Pictures                          | [ 10 ] |
| 1944 (Коротка форма) | 2019             | Франкенштейн проти людини-вовка (англ. Frankenstein Meets the Wolf Man)                            | Рой Вільям Ніл (режисер), Курт Сіодмак (сценарист)                                                                                  | Universal Pictures                          | [ 10 ] |
| 1944 (Коротка форма) | 2019             | Людина-мавпа (англ. The Ape Man)                                                                   | Вільям Бодайн (режисер), Барні Сарескі (сценарист)                                                                                  | Banner Productions                          | [ 10 ] |
| 1944 (Коротка форма) | 2019             | Обличчя фюрера (англ. Der Fuehrer's Face)                                                          | Джек Кінні (режисер), Джо Ґрант (сценарист), Дік Гюмер (сценарист)                                                                  | The Walt Disney Company                     | [ 10 ] |
| 1944 (Коротка форма) | 2019             | Я прогулювалась з зомбі (англ. I Walked with a Zombie)                                             | Жак Турно (режисер), Курт Сіодмак (сценарист), Ардель Врей (сценарист)                                                              | RKO Pictures                                | [ 10 ] |
| 1944 (Коротка форма) | 2019             | Сьома жертва (англ. The Seventh Victim)                                                            | Марк Робсон (режисер), Чарльз О'Ніл (сценарист), Де Вітт Боден (сценарист)                                                          | RKO Pictures                                | [ 10 ] |
| 1944 (Коротка форма) | 2019             | Merrie Melodies: Супер-заєць (англ. Merrie Melodies: "Super-Rabbit")                               | Чак Джонс (режисер), Тед Пірс (сценарист)                                                                                           | Warner Bros.                                | [ 10 ] |
| 1945 (Коротка форма) | 2020             | Кентервільський привид (англ. The Canterville Ghost)                                               | Жуль Дассен (режисер), Едвін Блам (сценарист), за мотивами одноіменного оповідання Оскара Вайлда                                    | Metro-Goldwyn-Mayer                         | [ 11 ] |
| 1945 (Коротка форма) | 2020             | Прокляття людей-котів (англ. The Curse of the Cat People)                                          | Гунтер Фрітч (режисер), Роберт Вайз (режисер), Де Віт Бодін (сценарист)                                                             | RKO Pictures                                | [ 11 ] |
| 1945 (Коротка форма) | 2020             | Мозок Донована (англ. Donovan's Brain)                                                             | Вільям Шпір (режисер, продюсер, сценарист), Роберт Річардс (сценарист), за мотивами одноіменного романа Курта Сіодмака              | CBS News Radio                              | [ 11 ] |
| 1945 (Коротка форма) | 2020             | Дім Франкенштейна (англ. House of Frankenstein)                                                    | Ерл Кентон (режисер), Курт Сіодмак (сценарист), Едвард Тов (сценарист)                                                              | Universal Pictures                          | [ 11 ] |
| 1945 (Коротка форма) | 2020             | Помста людини-невидимки (англ. The Invisible Man's Revenge)                                        | Форд Бібі (режисер), Бертрам Міллгазер (сценарист)                                                                                  | Universal Pictures                          | [ 11 ] |
| 1945 (Коротка форма) | 2020             | Це сталося завтра (англ. It Happened Tomorrow)                                                     | Рене Клер (режисер, сценарист), Дадлі Ніколс (сценарист)                                                                            | Arnold Pressburger Films                    | [ 11 ] |
| 1946                 | 1996             | Портрет Доріана Ґрея (англ. The Picture of Dorian Gray)                                            | Альберт Левін (режисер, сценарист), за мотивами твору Оскара Вайльда                                                                | Metro-Goldwyn-Mayer                         | [ 12 ] |
| 1946                 | 1996             | Веселий дух (англ. Blithe Spirit)                                                                  | Девід Лін (режисер, сценарист), Ентоні Гевлок-Аллан (сценарист), Рональд Нім (сценарист), за мотивами п'єси Новела Коварда          | United Artists                              | [ 12 ] |
| 1946                 | 1996             | Викрадач тіл (англ. The Body Snatcher)                                                             | Роберт Вайз (режисер), Філіп Макдональд (сценарист), Вал Лютон (сценарист), за мотивами твору Роберта Луїса Стівенсона              | RKO Pictures                                | [ 12 ] |
| 1946                 | 1996             | Ріг сурмить опівночі (англ. The Horn Blows at Midnight)                                            | Рауль Волш (режисер), Сел Геллмен (сценарист), Джеймс Керн (сценарист)                                                              | Warner Bros.                                | [ 12 ] |
| 1946                 | 1996             | Дім Дракули (англ. House of Dracula)                                                               | Ерл Кентон (режисер), Едвард Лове молодший (сценарист)                                                                              | Universal Studios                           | [ 12 ] |
| 1951                 | 2001             | Місце призначення — Місяць (англ. Destination Moon)                                                | Ірвінг Пічел (режисер), Алфорд Ван Ронкель (сценарист), Джеймс О'Генлон (сценарист), за мотивами твору Роберта Гайнлайна            | George Pal Productions                      | [ 13 ] |
| 1951                 | 2001             | Попелюшка (англ. Cinderella)                                                                       | Клайд Джеронімі, Вілфред Джексон, Гемілтон Луск (режисери), Кен Андерсон (сценарист), Гомер Брайтмен (сценарист) і інші.            | The Walt Disney Company                     | [ 13 ] |
| 1951                 | 2001             | Гарві (англ. Harvey)                                                                               | Генрі Костер (режисер), Оскар Бродні (сценарист), Майлс Коннолі (сценарист), за мотивами п'єси Мері Чейз                            | Universal Studios                           | [ 13 ] |
| 1951                 | 2001             | Кролик з Севілля (англ. Rabbit of Seville)                                                         | Чак Джонс (режисер), Майкл Малтізі (сценарист)                                                                                      | Warner Bros.                                | [ 13 ] |
| 1951                 | 2001             | Ракета X-M (англ. Rocketship X-M)                                                                  | Курт Ньюман (режисер, сценарист), Дальтон Трамбо (сценарист), Орвілл Гемптон (сценарист)                                            | Lippert Pictures                            | [ 13 ] |
| 1954                 | 2004             | Війна світів (англ. The War of the Worlds)                                                         | Байрон Гаскін (режисер), Барре Ліндон (сценарист), за мотивами твору Герберта Веллза                                                | Paramount Pictures                          | [ 14 ] |
| 1954                 | 2004             | Чудовисько з глибини 20 000 сажнів (англ. The Beast from 20,000 Fathoms)                           | Ежен Лур'є (режисер), Люїс Моргейм (сценарист), Фред Фрейберґер (сценарист), за мотивами твору Рея Бредбері                         | Mutual Pictures/Warner Bros.                | [ 14 ] |
| 1954                 | 2004             | Дак Доджерс в 24 1/2 столітті (англ. Duck Dodgers in the 24½th Century)                            | Чак Джонс (режисер), Майкл Малтізі (сценарист)                                                                                      | Warner Bros.                                | [ 14 ] |
| 1954                 | 2004             | Прибульці з Марса (англ. Invaders from Mars)                                                       | Вільям Кемерон Мензіс (режисер), Річард Блейк (сценарист), Джон Такер Баттл (сценарист)                                             | National Pictures/20th Century Fox          | [ 14 ] |
| 1954                 | 2004             | Воно прийшло з космосу (англ. It Came from Outer Space)                                            | Джек Арнольд (режисер), Гаррі Ессекс (сценарист), за мотивами твору Рея Бредбері                                                    | Universal Studios                           | [ 14 ] |

### Премія «Г'юґо» за найкращу драматичну постановку (1958—2002)
| Рік  | Постановка | Творець (-ці) | Видавник (-ки)                                                            | Прим.  |
| ---- | --- | --- | ------------------------------------------------------------------------- | ------ |
| 1958 | Людина, що неймовірно зменшується (англ. The Incredible Shrinking Man)                                                         | Джек Арнольд (режисер), Річард Метісон (сценарист) | Universal Studios                                                         | [ 4 ]  |
| 1959 | нагороду не видано | |                                                                           | [ 5 ]  |
| 1959 | Сьома подорож Синдбада (англ. The 7th Voyage of Sinbad)                                                                        | Нейтен Юран (режисер), Кен Колб (сценарист), Рей Гаррігаузен (історія) | Morningside Movies/Columbia Pictures                                      | [ 5 ]  |
| 1959 | Дракула (англ. Dracula) | Терренс Фішер (режисер), Джиммі Сенгстер (сценарист), за мотивами Брем Стокер «Дракула» | Hammer Film Productions                                                   | [ 5 ]  |
| 1959 | Муха (англ. The Fly) | Курт Ньюман (режисер), Джеймс Клавелл (сценарист), за мотивами твору Жоржа Ланжелана | 20th Century Fox                                                          | [ 5 ]  |
| 1960 | Сутінкова зона (англ. The Twilight Zone)                                                                                       | Род Серлінг (творець, сценарист) | CBS                                                                       | [ 15 ] |
| 1960 | Людина в космосі (англ. Men into Space)                                                                                        | різні режисери і сценаристи | CBS                                                                       | [ 15 ] |
| 1960 | Вбивство і андроїд (англ. Murder and the Android)                                                                              | Алекс Сігел (режисер), за мотивами твору Альфреда Бестера | NBC                                                                       | [ 15 ] |
| 1960 | Поворот гвинта (англ. The Turn of the Screw)                                                                                   | Джон Франкенгаймер (режисер), Джеймс Костіген (сценарист), за мотивами твору Генрі Джеймса | NBC                                                                       | [ 15 ] |
| 1960 | Світ, плоть і диявол (англ. The World, the Flesh and the Devil)                                                                | Ранальд Макдугалл (режисер, сценарист), за мотивами творів Фердинанда Рейхера і М. П. Шиля | HarBel/Metro-Goldwyn-Mayer                                                | [ 15 ] |
| 1961 | Сутінкова зона (англ. The Twilight Zone)                                                                                       | Род Серлінг (творець, сценарист) | CBS                                                                       | [ 16 ] |
| 1961 | Машина часу (англ. The Time Machine)                                                                                           | Джордж Пел (режисер), Девід Дункан (сценарист), за мотивами твору Герберта Веллса | GalaxyFilms/Metro-Goldwyn-Mayer                                           | [ 16 ] |
| 1961 | Селище проклятих (англ. Village of the Damned)                                                                                 | Вольф Рілла (режисер, сценарист), Стірлінг Сілліфант (сценарист), Рональд Кінноч (сценарист) | Metro-Goldwyn-Mayer                                                       | [ 16 ] |
| 1962 | Сутінкова зона (англ. The Twilight Zone)                                                                                       | Род Серлінг (творець, сценарист) | CBS                                                                       | [ 17 ] |
| 1962 | Селище проклятих (англ. Village of the Damned)                                                                                 | Вольф Рілла (режисер, сценарист), Стірлінг Сілліфант (сценарист), Рональд Кінноч (сценарист) | Metro-Goldwyn-Mayer                                                       | [ 17 ] |
| 1962 | Триллер (англ. Thriller) | різні режисери і сценаристи | NBC                                                                       | [ 17 ] |
| 1962 | The United States Steel Hour: Два світи Чарлі Гордона (англ. The United States Steel Hour: "The Two Worlds of Charlie Gordon") | Джеймс Яффе (сценарист), за мотивами роману Денієла Кіза | CBS                                                                       | [ 17 ] |
| 1962 | Смертельне вторгнення (англ. The Fabulous World of Jules Verne)                                                                | Кароль Земан (режисер, сценарист), Франтішек Грубін (сценарист), за мотивами твору Жуль Верна | Warner Bros.                                                              | [ 17 ] |
| 1963 | нагороду не видано | |                                                                           | [ 18 ] |
| 1963 | Сутінкова зона (англ. The Twilight Zone)                                                                                       | Род Серлінг (творець, сценарист) | CBS                                                                       | [ 18 ] |
| 1963 | Торік в Марієнбаді (англ. Last Year at Marienbad)                                                                              | Ален Рене (режисер, сценарист), Ален Роб-Ґріє (сценарист), за мотивами твору Адольфо Біой Касареса | Argos Films                                                               | [ 18 ] |
| 1963 | День коли Земля дістала гарячку (англ. The Day the Earth Caught Fire)                                                          | Вел Гест (режисер, сценарист), Вольф Манковіц (сценарист) | British Lion Films/Pax                                                    | [ 18 ] |
| 1963 | Ніч орла (англ. Night of the Eagle)                                                                                            | Сідні Гаєрс (режисер), Чарльз Бьюмонт (сценарист), Річард Метісон (сценарист), Джордж Бакст (сценарист), за мотивами твору Фріца Лайбера                                                                            | Anglo-Amalgamated/Independent Artists                                     | [ 18 ] |
| 1965 | Доктор Стрейнджлав (англ. Dr. Strangelove)                                                                                     | Стенлі Кубрик (режисер, сценарист), Террі Саусерн (сценарист), за мотивами твору Пітера Джорджа (також сценарист)                                                                                                   | Hawk Films/Columbia Pictures                                              | [ 19 ] |
| 1965 | Сім обличь доктора Лао (англ. 7 Faces of Dr. Lao)                                                                              | Джордж Пел (Режисер), Чарльз Бьюмонт (сценарист), за мотивами твору Чарльза Фінні (Цирк доктора Лао) | Metro-Goldwyn-Mayer                                                       | [ 19 ] |
| 1967 | Зоряний шлях: «Звіринець» (англ. Star Trek: "The Menagerie")                                                                   | Марк Деніельс (режисер), Джин Родденберрі (сценарист) | Desilu Productions                                                        | [ 20 ] |
| 1967 | Зоряний шлях: «Карбонітний маневр» (англ. Star Trek: "The Corbomite Maneuver")                                                 | Джозеф Серджент (режисер), Джеррі Сола (сценарист) | Desilu Productions                                                        | [ 20 ] |
| 1967 | Зоряний шлях: «Чистий час» (англ. Star Trek: "The Naked Time")                                                                 | Марк Деніельс (режисер), Джон Блек (сценарист) | Desilu Productions                                                        | [ 20 ] |
| 1967 | 451 градус за Фаренгейтом (англ. Fahrenheit 451)                                                                               | Франсуа Трюффо (режисер, сценарист), Жан-Луїз Річард (сценарист), Гелена Скотт (сценарист), за мотивами твору Рея Бредбері                                                                                          | Anglo Enterprises/Vineyard                                                | [ 20 ] |
| 1967 | Фантастична подорож (англ. Fantastic Voyage)                                                                                   | Річард Флейшер (режисер), Гаррі Клейнер (сценарист), Девід Дункан (сценарист), за мотивами творів Отто Клемента і Джерома Біксі                                                                                     | 20th Century Fox                                                          | [ 20 ] |
| 1968 | Зоряний шлях: «Місто на краю вічності» (англ. Star Trek: "The City on the Edge of Forever")                                    | Джозеф Пювні (режисер), Гарлан Еллісон (сценарій) | Desilu Productions                                                        | [ 21 ] |
| 1968 | Зоряний шлях: «Час люті» (англ. Star Trek: "Amok Time")                                                                        | Джозеф Пювні (режисер), Теодор Стерджон (сценарій) | Desilu Productions                                                        | [ 21 ] |
| 1968 | Зоряний шлях: «Дзеркало, дзеркало» (англ. Star Trek: "Mirror, Mirror")                                                         | Марк Деніельс (режисер), Джером Біксбі (сценарій) | Desilu Productions                                                        | [ 21 ] |
| 1968 | Зоряний шлях: «Машина страшного суду» (англ. Star Trek: "The Doomsday Machine")                                                | Марк Деніельс (режисер), Нормен Спінред (сценарист) | Desilu Productions                                                        | [ 21 ] |
| 1968 | Зоряний шлях: «Проблема з трібблами» (англ. Star Trek: "The Trouble With Tribbles")                                            | Джозеф Пювні (режисер), Дейвіда Джерролда (сценарист) | Desilu Productions                                                        | [ 21 ] |
| 1969 | Космічна одіссея 2001 (англ. 2001: A Space Odyssey)                                                                            | Стенлі Кубрик (режисер), Артур Кларк (сценарій за мотивами оповідання) | Metro-Goldwyn-Mayer                                                       | [ 22 ] |
| 1969 | В'язень: «Опади» (англ. The Prisoner: "Fall Out")                                                                              | Патрік Макгуген (режисер, сценарист) | Everyman/ITC Entertainment                                                | [ 22 ] |
| 1969 | Чарлі (англ. Charly) | Ральф Нельсон (режисер), Стірлінг Сілліфант (сценарист), за мотивами роману Денієла Кіза | ABC Pictures/Selmer                                                       | [ 22 ] |
| 1969 | Дитина Розмарі (англ. Rosemary's Baby)                                                                                         | Роман Поланскі (режисер, сценарист), за мотивами твору Айри Левін | Paramount Pictures                                                        | [ 22 ] |
| 1969 | Жовта субмарина (англ. Yellow Submarine)                                                                                       | Джордж Даннінг (режисер), Ал Бродакс (сценарист), Роджер МакГоут (сценарист), Джек Мендельсон (сценарист), Лі Міноф (сценарист), Ерік Сігал (сценарист)                                                             | Apple Corps/Hearst/King Features Syndicate                                | [ 22 ] |
| 1970 | Освітлення місії Аполлон-11 в новинах                                                                                          | різні джерела | NASA                                                                      | [ 6 ]  |
| 1970 | Вітальня (англ. The Bed-Sitting Room)                                                                                          | Річард Лестер (режисер), Джон Антробус (сценарист, оригінальна постановка), Чарльз Вуд (сценарист), Спайк Мілліган (оригінальна постановка)                                                                         | Oscar Lewenstein Productions                                              | [ 6 ]  |
| 1970 | Ілюстрована людина (англ. The Illustrated Man)                                                                                 | Джек Сміт (режисер), Говард Крейтзек (сценарист), за мотивами творів Рея Бредбері | SKM                                                                       | [ 6 ]  |
| 1970 | Безсмертний (англ. The Immortal)                                                                                               | Аллен Барон (режисер), Джозеф Сарджент (режисер), Лью Моргайм (сценарист), Роберт Спечт (сценарист), за мотивами твору Джеймс Ґанна                                                                                 | Paramount Pictures                                                        | [ 6 ]  |
| 1970 | Загублені (англ. Marooned) | Джон Стерджес (режисер), Майо Сімон (сценарист), за мотивами твору Мартіна Кейдіна | Columbia Pictures                                                         | [ 6 ]  |
| 1971 | нагороду не видано | |                                                                           | [ 23 ] |
| 1971 | Blows Against the Empire | Пол Кантнер (слова, музика) | RCA Records                                                               | [ 23 ] |
| 1971 | Колос: Проект Форбіна (англ. Colossus: The Forbin Project)                                                                     | Джозеф Сарджент (режисер), Джеймс Бріджес (сценарист), за мотивами твору Денніса Ф. Джоунза | Universal Studios                                                         | [ 23 ] |
| 1971 | Ні травинки (англ. No Blade of Grass)                                                                                          | Корнел Вайлд (режисер), Шон Форестал (сценарист), Джеферсон Паскаль (сценарист), за мотивами твору Джона Крістофера                                                                                                 | Theodora/Metro-Goldwyn-Mayer                                              | [ 23 ] |
| 1971 | Don't Crush That Dwarf, Hand Me the Pliers                                                                                     | The Firesign Theatre (слова, музика) | Columbia Records                                                          | [ 23 ] |
| 1971 | Пам'ять Гаузера (англ. Hauser's Memory)                                                                                        | Сагал Борис (режисер), Едріан Спайс (сценарист), за мотивами твору Курта Сіодмака | Universal Studios                                                         | [ 6 ]  |
| 1972 | Механічний апельсин (англ. A Clockwork Orange)                                                                                 | Стенлі Кубрик (режисер), за мотивами роману Ентоні Берджеса «Механічний апельсин» | Hawk Films/Polaris/Warner Bros.                                           | [ 24 ] |
| 1972 | Штам «Андромеда» (англ. The Andromeda Strain)                                                                                  | Роберт Вайз (режисер), Нельсон Гіддінг (сценарист), за мотивами твору Майкла Крайтона (оригінальна постановка) | Universal Studios                                                         | [ 24 ] |
| 1972 | I Think We're All Bozos on This Bus                                                                                            | The Firesign Theatre (слова, музика) | Columbia Records                                                          | [ 24 ] |
| 1972 | Імена в грі: Лос-Анджелес 2017 (англ. The Name of the Game: "L.A. 2017")                                                       | Стівен Спілберг (режисер), Філіп Вайлі (сценарист) | Universal Studios/NBC                                                     | [ 24 ] |
| 1972 | THX 1138 | Джордж Лукас (режисер, сценарист), Волтер Мерч (сценарист) | Warner Bros./American Zoetrope                                            | [ 24 ] |
| 1973 | Бійня номер п'ять (англ. Slaughterhouse-Five)                                                                                  | Джордж Рой Гілл (режисер), Стефан Геллер (сценарист), за мотивами роману Курта Воннеґута «Бойня номер п'ять» | Universal Studios                                                         | [ 25 ] |
| 1973 | Між часом і Тімбукту (англ. Between Time and Timbuktu)                                                                         | Фред Берзик (режисер), Курт Воннеґут (сценарист) | NET Playhouse/Public Broadcasting Service                                 | [ 25 ] |
| 1973 | Люди (англ. The People) | Джон Корті (режисер), Джеймс Міллер (сценарист), за мотивами твору Зенни Гендерсон | American Zoetrope/ABC                                                     | [ 25 ] |
| 1973 | Мовчазна втеча (англ. Silent Running)                                                                                          | Дуглас Трамбул (режисер), Дерік Вошбурн (сценарист), Майкл Чіміно (сценарист), Стівен Бочка (сценарист) | Universal Studios                                                         | [ 25 ] |
| 1974 | Сплячий (англ. Sleeper) | Вуді Аллен (режисер, сценарист), Маршал Бріксмен (сценарист) | Rollins-Joffe/Metro-Goldwyn-Mayer/United Artists                          | [ 26 ] |
| 1974 | Генезис II (англ. Genesis II)                                                                                                  | Джон Моксі (режисер), Джин Родденберрі (сценарист) | Norway/Warner Bros.                                                       | [ 26 ] |
| 1974 | Чоловік на шість мільйонів доларів (англ. The Six Million Dollar Man)                                                          | Річард Ірвінг (режисер), Том Грін (сценарист), Говард Родман (сценарист), за мотивами твору Мартіна Кейдіна | Universal Studios                                                         | [ 26 ] |
| 1974 | Зелений сойлент (англ. Soylent Green)                                                                                          | Річард Флейшер (режисер), Стенлі Грінберг (сценарист), за мотивами роману Гаррі Гаррісона | Metro-Goldwyn-Mayer                                                       | [ 26 ] |
| 1974 | Західний світ (англ. Westworld)                                                                                                | Майкл Крайтон (режисер, сценарист) | Metro-Goldwyn-Mayer                                                       | [ 26 ] |
| 1975 | Молодий Франкенштейн (англ. Young Frankenstein)                                                                                | Мел Брукс (режисер, сценарист), Джин Вайлдер (сценарист), за мотивами роману Мері Шеллі | 20th Century Fox                                                          | [ 27 ] |
| 1975 | Флеш Гордон (англ. Flesh Gordon)                                                                                               | Майкл Бейвеністе (режисер, сценарист), Говард Зієм (режисер) | Graffiti Productions                                                      | [ 27 ] |
| 1975 | Привид раю (англ. Phantom of the Paradise)                                                                                     | Браян Де Пальма (режисер, сценарист) | Harbor/20th Century Fox                                                   | [ 27 ] |
| 1975 | Нотатки Квестора (англ. The Questor Tapes)                                                                                     | Річард Колла (режисер), Джин Кун (сценарист), Джин Родденберрі (сценарист) | Universal Studios                                                         | [ 27 ] |
| 1975 | Зардоз (англ. Zardoz) | Джон Бурмен (режисер, сценарист) | 20th Century Fox                                                          | [ 27 ] |
| 1976 | Хлопець та його пес (англ. A Boy and His Dog)                                                                                  | Л. К. Джонс (режисер, сценарист), Вейн Кроузтернер (сценарист), за мотивами роману Гарлана Еллісона | LQ/JAF                                                                    | [ 28 ] |
| 1976 | Темна зірка (англ. Dark Star)                                                                                                  | Джон Карпентер (режисер, сценарист), Ден О'Бенон (сценарист) | USC                                                                       | [ 28 ] |
| 1976 | Монті Пайтон і Священний Грааль (англ. Monty Python and the Holy Grail)                                                        | Террі Гілліам (режисер, сценарист), Террі Джонс (режисер, сценарист), Грехем Чепмен (сценарист), Джон Кліз (сценарист), Ерік Айдл (сценарист), Майкл Пелін (сценарист)                                              | Python (Monty) Pictures                                                   | [ 28 ] |
| 1976 | Роллербол (англ. Rollerball)                                                                                                   | Норман Джуїсон (режисер), Вільям Гаррісон (сценарист, оригінальна історія) | Algonquin/United Artists                                                  | [ 28 ] |
| 1976 | Захоплення (англ. The Capture)                                                                                                 | Роберт Аспрін (історія), Філ Фоджліо (малюнки) | Boojums Press                                                             | [ 28 ] |
| 1977 | нагороду не видано | |                                                                           | [ 29 ] |
| 1977 | Керрі (англ. Carrie) | Браян Де Пальма (режисер), Лоренц Коен (сценарист), за мотивами твору Стівена Кінга | Redbank/United Artists                                                    | [ 29 ] |
| 1977 | Втеча Логана (англ. Logan's Run)                                                                                               | Майкл Андерсон (режисер), Девід Гудман (сценарист), за мотивами твору Вільяма Ф. Нолана і Джорджа Джонсона | Metro-Goldwyn-Mayer                                                       | [ 29 ] |
| 1977 | Людина, яка впала на Землю (англ. The Man Who Fell to Earth)                                                                   | Ніколас Роеґ (режисер), Пол Маєрсбег (сценарист), за мотивами твору Волтера Тівіса | British Lion Films                                                        | [ 29 ] |
| 1977 | Світ майбутнього (англ. Futureworld)                                                                                           | Річард Хеффрон (режисер), Джорж Шенк (сценарист), Майо Сімон (сценарист) | American International Pictures                                           | [ 29 ] |
| 1978 | Зоряні війни (англ. Star Wars)                                                                                                 | Джордж Лукас (режисер, сценарист) | Lucasfilm                                                                 | [ 30 ] |
| 1978 | Близькі контакти третього ступеня (англ. Close Encounters of the Third Kind)                                                   | Стівен Спілберг (режисер, сценарист) | Columbia Pictures/EMI Films                                               | [ 30 ] |
| 1978 | Blood!: The Life and Future Times of Jack the Ripper                                                                           | Шеллі Торджесон (режисер), Роберт Блох (сценарій), Гарлан Еллісон (сценарій), Рой Торджесон | Alternate Worlds Recordings                                               | [ 30 ] |
| 1978 | Чарівники (англ. Wizards) | Ральф Бакши (режисер, сценарист) | 20th Century Fox                                                          | [ 30 ] |
| 1978 | Гоббіт (англ. The Hobbit) | Жуль Басс (режисер), Артур Ренкін (режисер), Ромео Мюллер (сценарист), за мотивами твору Дж. Р. Р. Толкіна | Rankin/Bass                                                               | [ 30 ] |
| 1979 | Супермен (англ. Superman) | Річард Доннер (режисер), Маріо П'юзо (сценарист), Девід Ньюман (сценарист), Леслі Ньюман (сценарист), Роберт Бентон (сценарист), за мотивами коміксів Джері Сігела і Джо Шустера                                    | Александр Салкінд                                                         | [ 31 ] |
| 1979 | Вторгнення викрадачів тіл (англ. Invasion of the Body Snatchers)                                                               | Філіп Кауфман (режисер), В. Д. Рітчер (сценарист), за мотивами твору Джека Фінні | Solofilm/United Artists                                                   | [ 31 ] |
| 1979 | Володар Перснів (англ. The Lord of the Rings)                                                                                  | Ральф Бакши (режисер), Пітер Бігл (сценарист), Кріс Конклінг (сценарист), за мотивами твору Дж. Р. Р. Толкіна | Fantasy Films                                                             | [ 31 ] |
| 1979 | Вотершипське пониззя (англ. Watership Down)                                                                                    | Мартін Розен (режисер, сценарист), за мотивами твору Річарда Едамса | Nepenthe Productions                                                      | [ 31 ] |
| 1979 | Путівник Галактикою для космотуристів (радіопостановка) (англ. The Hitchhiker's Guide to the Galaxy)                           | Дуглас Адамс (історія), Джефрі Перкінс (продюсер) | BBC Radio 4                                                               | [ 31 ] |
| 1980 | Чужий (англ. Alien) | Рідлі Скотт (режисер), Ден О'Бенон (сценарист), Рональд Шасетт (сценарист) | 20th Century Fox                                                          | [ 32 ] |
| 1980 | Чорна діра (англ. The Black Hole)                                                                                              | Гарі Нельсон (режисер), Джеф Розенбрук (сценарист), Геррі Дей (сценарист), Боб Барбаш (сценарист), Річард Ландау (сценарист)                                                                                        | The Walt Disney Company                                                   | [ 32 ] |
| 1980 | Маппети (англ. The Muppet Movie)                                                                                               | Джеймс Фраулі (режисер), Джек Борнс (сценарист), Джері Джул (сценарист) | The Jim Henson Company/ITC Entertainment                                  | [ 32 ] |
| 1980 | Зоряний шлях: Фільм (англ. Star Trek: The Motion Picture)                                                                      | Роберт Вайз (режисер), Гарольд Лівінгстон (сценарист), Алан Дін Фостер (сценарист), Джин Родденберрі (продюсер) | Century/Paramount Pictures                                                | [ 32 ] |
| 1980 | Подорож у машині часу (англ. Time After Time)                                                                                  | Ніколас Меєр (режисер, сценарист), Карл Александер (продюсер, оригінальний роман), Стів Гейс (сценарист) | Warner Bros.                                                              | [ 32 ] |
| 1981 | Імперія завдає удару у відповідь (англ. The Empire Strikes Back)                                                               | Ірвін Кершнер (режисер), Лі Брекетт (сценарист), Ловренс Кездан (сценарист), Джордж Лукас (продюсер) | Lucasfilm                                                                 | [ 33 ] |
| 1981 | Космос: персональна подорож (англ. Cosmos: A Personal Voyage)                                                                  | Карл Саган (режисер, сценарист), Енн Друян (ідея, сценарист) | KCET/Public Broadcasting Service                                          | [ 33 ] |
| 1981 | Флеш Гордон (англ. Flash Gordon)                                                                                               | Майк Ходжес (режисер), Лоренсо Семпле (сценарист), Майкл Аллін (адаптація), Алекс Раймонд (оригінальний комікс) | 20th Century Fox/De Laurentiis                                            | [ 33 ] |
| 1981 | Різець небесний (англ. The Lathe of Heaven)                                                                                    | Фред Барзик (режисер), Девід Локстон (режисер), Даян Інгліш (сценарист), Роджер Свейбіл (сценарист), за мотивами твору Урсули Ле Ґуїн                                                                               | WNET/Public Broadcasting Service                                          | [ 33 ] |
| 1981 | Марсіанські хроніки (англ. The Martian Chronicles)                                                                             | Майкл Андерсон (режисер), Річард Метісон (сценарист), за мотивами оповідань Рея Бредбері | BBC/NBC                                                                   | [ 33 ] |
| 1982 | Шукачі втраченого ковчега (англ. Raiders of the Lost Ark)                                                                      | Стівен Спілберг (режисер), Лоуренс Касдан (сценарист), Джордж Лукас (сценарист), Філіп Кауфман (продюсер) | Lucasfilm                                                                 | [ 34 ] |
| 1982 | Вбивця драконів (англ. Dragonslayer)                                                                                           | Метью Робінс (режисер, сценарист), Хел Барвуд (сценарист) | Paramount Pictures/The Walt Disney Company                                | [ 34 ] |
| 1982 | Екскалібур (англ. Excalibur)                                                                                                   | Джеф Бурмен (режисер, сценарист), Роспо Палленберг (сценарист), за мотивами твору Томаса Мелорі | Warner Bros.                                                              | [ 34 ] |
| 1982 | Чужина (англ. Outland) | Пітер Хаямс (режисер, сценарист) | Outland/The Ladd Company                                                  | [ 34 ] |
| 1982 | Бандити часу (англ. Time Bandits)                                                                                              | Террі Гілліам (режисер, сценарист), Майкл Пелін (сценарист) | HandMade Films                                                            | [ 34 ] |
| 1983 | Той, хто біжить по лезу (англ. Blade Runner)                                                                                   | Рідлі Скотт (режисер), Хемптон Фенчер (сценарист), Девід Вебб Піплз (сценарист), за мотивами твору Філіпа Діка | Blade Runner Partnership                                                  | [ 35 ] |
| 1983 | Темний кристал (англ. The Dark Crystal)                                                                                        | Джим Хенсон (режисер, сценарист), Френк Оз (режисер), Гері Куртс (режисер), Девід Оделл (сценарист) | The Jim Henson Company/ITC Entertainment/Universal Studios                | [ 35 ] |
| 1983 | Іншопланетянин (англ. E.T. the Extra-Terrestrial)                                                                              | Стівен Спілберг (режисер), Мелісса Меттісон (сценарист) | Amblin Entertainment/Universal Studios                                    | [ 35 ] |
| 1983 | Шалений Макс 2 (англ. Mad Max 2: The Road Warrior)                                                                             | Джордж Міллер (режисер, сценарист), Террі Геєс (сценарист), Брайан Ганнант (сценарист) | Kennedy Miller/Warner Bros.                                               | [ 35 ] |
| 1983 | Зоряний шлях 2: Гнів Хана (англ. Star Trek II: The Wrath of Khan)                                                              | Ніколас Мейер (режисер, сценарист), Джек Б. Совардс (сценарист), Гарві Беннетт (продюсер), Семюель Піплес (продюсер)                                                                                                | Paramount Pictures                                                        | [ 35 ] |
| 1984 | Повернення джедая (англ. Return of the Jedi)                                                                                   | Річард Маркуенд (режисер), Ловренс Кездан (сценарист), Джордж Лукас (сценарист, продюсер) | Lucasfilm                                                                 | [ 36 ] |
| 1984 | Мозковий штурм (англ. Brainstorm)                                                                                              | Дуглас Трамбулл (режисер), Філіпп Франк Мессіна (сценарист), Роберт Штітцель (сценарист), Брюс Рубін (продюсер) | Metro-Goldwyn-Mayer                                                       | [ 36 ] |
| 1984 | Справжні чоловіки (англ. The Right Stuff)                                                                                      | Філіп Кауфман (режисер), за мотивами твору Тома Вулфа | The Ladd Company                                                          | [ 36 ] |
| 1984 | Щось погане наближається (англ. Something Wicked This Way Comes)                                                               | Джек Клейтон (режисер), за мотивами твору Рея Бредбері | Bryna/The Walt Disney Company                                             | [ 36 ] |
| 1984 | Воєнні ігри (англ. WarGames)                                                                                                   | Джон Бедем (режисер), Лоуренс Ласкер (сценарист), Волтер Ф. Паркс (сценарист) | Metro-Goldwyn-Mayer                                                       | [ 36 ] |
| 1985 | 2010 | Пітер Хаямс (режисер, сценарист), за мотивами твору Артура Кларка | Metro-Goldwyn-Mayer                                                       | [ 37 ] |
| 1985 | Дюна (англ. Dune) | Девід Лінч (режисер, сценарист), за мотивами твору Френка Герберта | De Laurentiis/Universal Studios                                           | [ 37 ] |
| 1985 | Мисливці на привидів (англ. Ghostbusters)                                                                                      | Айван Райтман (режисер), Ден Ейкройд (сценарист), Гарольд Раміс (сценарист) | Black Rhino/Columbia Pictures                                             | [ 37 ] |
| 1985 | Останній зоряний боєць (англ. The Last Starfighter)                                                                            | Нік Касл (режисер), Джонатан Бетюель (сценарист) | Lorimar Productions/Universal Studios                                     | [ 37 ] |
| 1985 | Зоряний шлях 3: У пошуках Спока (англ. Star Trek III: The Search for Spock)                                                    | Леонард Німой (режисер), Гарві Беннетт (сценарист) | Cinema Group/Paramount Pictures                                           | [ 37 ] |
| 1986 | Назад у майбутнє (англ. Back to the Future)                                                                                    | Роберт Земекіс (режисер, сценарист), Боб Гейл (сценарист) | Amblin Entertainment/Universal Studios                                    | [ 38 ] |
| 1986 | Бразилія (англ. Brazil) | Террі Гілліам (режисер, сценарист), Чарльз МакКаун (сценарист), Том Стоппард (сценарист) | Embassy/Universal Studios                                                 | [ 38 ] |
| 1986 | Кокон (англ. Cocoon) | Рон Говард (режисер), Том Бенедек (сценарист), за мотивами твору Девіда Саперштейна | 20th Century Fox/Zanuck/Brown                                             | [ 38 ] |
| 1986 | Ворог мій (англ. Enemy Mine)                                                                                                   | Вольфганг Петерсен (режисер), Хмара Едвард (сценарист), за мотивами оповідання Баррі Б. Лонгайєра | 20th Century Fox/King's Road                                              | [ 38 ] |
| 1986 | Леді-яструб (англ. Ladyhawke)                                                                                                  | Річард Доннер (режисер), Хмара Едвард (сценарист), Майкл Томас (сценарист), Том Манкієвіч (сценарист), Девід Піплз (сценарист)                                                                                      | 20th Century Fox/Warner Bros.                                             | [ 38 ] |
| 1987 | Чужі (англ. Aliens) | Джеймс Кемерон (режисер, сценарист), Девід Гайлер (продюсер), Волтер Гілл (продюсер) | 20th Century Fox                                                          | [ 39 ] |
| 1987 | Муха (англ. The Fly) | Девід Кроненберг (режисер, сценарист), Чарльз Едвард Пог (сценарист), Джордж Лангелаан (сценарист) | Brooksfilms/20th Century Fox                                              | [ 39 ] |
| 1987 | Лабіринт (англ. Labyrinth) | Джим Генсон (режисер), Террі Джонс (сценарист), за мотивами твору Девіда Саперштейна | Delphi/The Jim Henson Company/Lucasfilm/TriStar Pictures                  | [ 39 ] |
| 1987 | Крамничка жахів (англ. Little Shop of Horrors)                                                                                 | Френк Оз (режисер), Говард Ешмен (сценарист), ремейк фільму Чарльза Гріффіна «Магазинчик жахів» | The Geffen Film Company                                                   | [ 39 ] |
| 1987 | Зоряний шлях 4: Подорож додому (англ. Star Trek IV: The Voyage Home)                                                           | Леонард Німой (режисер, продюсер), Харві Беннетт (сценарист, продюсер), Стів Мірсон (сценарист), Пітер Крайкс (сценарист), Ніколас Мейер (сценарист)                                                                | Paramount Pictures                                                        | [ 39 ] |
| 1988 | Принцеса-наречена (англ. The Princess Bride)                                                                                   | Роб Рейнер (режисер), за мотивами твору Вільяма Голдмана | Act III/20th Century Fox                                                  | [ 40 ] |
| 1988 | Хижак (англ. Predator) | Джон МакТірнан (режисер), Джим Томас (сценарист), Джон Томас (сценарист) | 20th Century Fox                                                          | [ 40 ] |
| 1988 | Робот-поліцейський (англ. RoboCop)                                                                                             | Пол Верховен (режисер), Майкл Майнер (сценарист), Едвард Ноймаєр (сценарист) | Orion Pictures                                                            | [ 40 ] |
| 1988 | Зоряний шлях: Наступне покоління: Зустріч в «Далекій точці» (англ. Star Trek: The Next Generation: "Encounter at Farpoint")    | Корі Аллен (режисер), Ді. Сі. Фортана (сценарист), Джин Родденберрі (сценарист) | Paramount Pictures                                                        | [ 40 ] |
| 1988 | Іствікські відьми (англ. The Witches of Eastwick)                                                                              | Джордж Міллер (режисер), Майкл Крістофер (сценарист), за мотивами романа Джона Апдайка | Guber-Peters/Kennedy Miller/Warner Bros.                                  | [ 40 ] |
| 1989 | Хто підставив кролика Роджера (англ. Who Framed Roger Rabbit)                                                                  | Роберт Земекіс (режисер), Джефрі Прайс (сценарист), Пітер С. Сімен (сценарист), за мотивами твору Гарі Вульфа | Amblin Entertainment/Touchstone Pictures                                  | [ 41 ] |
| 1989 | Нація прибульців (англ. Alien Nation)                                                                                          | Грехем Бейкер (режисер), Рокні О'Беннон (сценарист), Джон Томас (сценарист) | 20th Century Fox                                                          | [ 41 ] |
| 1989 | Бітлджус (англ. Beetlejuice)                                                                                                   | Тім Бертон (режисер), Майкл МакДовелл (сценарист), Воррен Скаарен (сценарист), Ларі Вілсон (сценарист) | Geffen/Warner Bros.                                                       | [ 41 ] |
| 1989 | Великий (англ. Big) | Пенні Маршал (режисер), Гарі Росс (сценарист), Енн Спілберг (сценарист) | 20th Century Fox                                                          | [ 41 ] |
| 1989 | Віллоу (англ. Willow) | Рон Говард (режисер), Боб Долман (сценарист), Джордж Лукас (сценарист) | Imagine/Lucasfilm/Metro-Goldwyn-Mayer                                     | [ 41 ] |
| 1990 | Індіана Джонс і останній хрестовий похід (англ. Indiana Jones and the Last Crusade)                                            | Стівен Спілберг (режисер), Джеффрі Боам (сценарист), Джордж Лукас (сценарист), Менно Меєс (сценарист) | Lucasfilm/Paramount Pictures                                              | [ 42 ] |
| 1990 | Безодня (англ. The Abyss) | Джеймс Кемерон (режисер, сценарист) | 20th Century Fox/Lightstorm/Pacific Western                               | [ 42 ] |
| 1990 | Пригоди барона Мюнхгаузена (англ. The Adventures of Baron Munchausen)                                                          | Террі Гілліам (режисер, сценарист), Чарльз МакКевен (сценарист), за мотивами творів Рудольфа Распе і Готтфріеда Бюргера                                                                                             | Allied Artists International/Columbia Pictures/Laura/Prominent            | [ 42 ] |
| 1990 | Бетмен (англ. Batman) | Тім Бертон (режисер), Сем Хемм (сценарист), Воррен Скаарен (сценарист), за мотивами коміксів Боба Кейна | Guber-Peters/PolyGram/Warner Bros.                                        | [ 42 ] |
| 1990 | Поле його мрії (англ. Field of Dreams)                                                                                         | Філ Олден Робінсон (режисер, сценарист), на основі твору В.П. Кінселла | Gordon/Universal Studios                                                  | [ 42 ] |
| 1991 | Едвард Руки-ножиці (англ. Edward Scissorhands)                                                                                 | Тім Бертон (режисер, сценарист), Керолайн Томсон (сценарист) | 20th Century Fox                                                          | [ 43 ] |
| 1991 | Назад у майбутнє 3 (англ. Back To The Future, Part III)                                                                        | Роберт Земекіс (режисер, сценарист), Боб Ґейл (сценарист) | Amblin Entertainment/Universal Studios                                    | [ 43 ] |
| 1991 | Привид (англ. Ghost) | Джеррі Цукер (режисер), Брюс Джоэл Рубин (сценарист) | Paramount Pictures                                                        | [ 43 ] |
| 1991 | Пригадати все (англ. Total Recall)                                                                                             | Пол Верховен (режисер), Рональд Шусетт (сценарист), Ден О'Бенон (сценарист), Гері Голдмен (сценарист), Джон Повіл (сценарист), за мотивами твору Філіпа Діка                                                        | Carolco Pictures/TriStar Pictures                                         | [ 43 ] |
| 1991 | Відьми (англ. The Witches) | Ніколас Роуг (режисер), Алан Скотт (сценарист), на основі твору Роальда Дала | The Jim Henson Company/Lorimar Productions                                | [ 43 ] |
| 1992 | Термінатор 2: Судний день (англ. Terminator 2: Judgment Day)                                                                   | Джеймс Кемерон (режисер, сценарист), Вільям Вішер мол. (сценарист) | Carolco Pictures/Lightstorm/Pacific Western                               | [ 44 ] |
| 1992 | Сімейка Адамсів (англ. The Addams Family)                                                                                      | Баррі Зоннерфельд (режисер), Каролін Томпсон (сценарист), Ларрі Вілсон (сценарист), за мотивами творів Чарльза Адамса                                                                                               | Orion Pictures/Paramount Pictures                                         | [ 44 ] |
| 1992 | Красуня і чудовисько (англ. Beauty and the Beast)                                                                              | Гарі Труздейл (режисер), Кірк Уайз (режисер), Лінда Вулвертон (сценарист) | Silver Screen Partners/The Walt Disney Company                            | [ 44 ] |
| 1992 | Ракетник (англ. The Rocketeer)                                                                                                 | Джо Джонстон (режисер), Денні Білсон (сценарист), Пол де Мео (сценарист), Вільям Дір (сценарист), за мотивами твору Дейва Стівена                                                                                   | Gordon/Silver Screen Partners/Touchstone Pictures/The Walt Disney Company | [ 44 ] |
| 1992 | Зоряний шлях 6: Невідкрита країна (англ. Star Trek VI: The Undiscovered Country)                                               | Ніколас Мейер (режисер, сценарист), Денні Мартін Флінн (сценарист), Леонард Німой (сценарист), Лоренс Коннер (сценарист), Марк Розентал (сценарист)                                                                 | Paramount Pictures                                                        | [ 44 ] |
| 1993 | Зоряний шлях: Наступне покоління: «Внутрішнє світло» (англ. Star Trek: The Next Generation: "The Inner Light")                 | Пітер Лаурітсон (режисер), Пітер Алан Філдс (сценарист), Морган Гендель (сценарист) | Paramount Pictures                                                        | [ 45 ] |
| 1993 | Аладдін (англ. Aladdin) | Рон Клементс (режисер, сценарист), Джон Маскер (режисер, сценарист), Тедд Елліотт (сценарист), Террі Россіо (сценарист)                                                                                             | The Walt Disney Company                                                   | [ 45 ] |
| 1993 | Чужий 3 (англ. Alien 3) | Девід Фінчер (режисер), Девід Гайлер (сценарист), Волтер Гілл (сценарист), Ларрі Фергюсон (сценарист), Вінсент Ворд (сценарист)                                                                                     | 20th Century Fox/Brandywine                                               | [ 45 ] |
| 1993 | Бетмен повертається (англ. Batman Returns)                                                                                     | Тім Бертон (режисер), Деніел Уотерс (сценарист), Сем Хемм (сценарист), за мотивами коміксів Боба Кейна | PolyGram/Warner Bros.                                                     | [ 45 ] |
| 1993 | Дракула (англ. Bram Stoker's Dracula)                                                                                          | Френсіс Форд Коппола (режисер), Джеймс Харт (сценарист), за мотивами роману Брема Стокера | American Zoetrope/Columbia Pictures                                       | [ 45 ] |
| 1994 | Парк Юрського періоду (англ. Jurassic Park)                                                                                    | Стівен Спілберг (режисер), Девід Коепп (сценарист), Майкл Крайтон (сценарист, оригінальний роман) | Universal Studios/Amblin Entertainment                                    | [ 46 ] |
| 1994 | Моральні цінності сімейки Адамсів (англ. Addams Family Values)                                                                 | Баррі Зонненфельд (режисер), Пол Руднік (сценарист), за мотивами коміксів Чарльза Аддамса | Orion Pictures/Paramount Pictures                                         | [ 46 ] |
| 1994 | Вавилон-5: «Зібрання» (англ. Babylon 5: "The Gathering")                                                                       | Річард Комптон (режисер), Майкл Стражинські (сценарист) | Babylonian Productions                                                    | [ 46 ] |
| 1994 | День бабака (англ. Groundhog Day)                                                                                              | Гарольд Раміс (режисер), Денні Рубін (сценарист) | Columbia Pictures                                                         | [ 46 ] |
| 1994 | Жах перед Різдвом (англ. The Nightmare Before Christmas)                                                                       | Генрі Селік (режисер), Каролін Томпсон (сценарист), Майкл МакДовел (сценарист), Тім Бертон (сценарист) | Skellington Productions/Touchstone Pictures                               | [ 46 ] |
| 1995 | Зоряний шлях: Наступне покоління: «Всі гарні речі…» (англ. Star Trek: The Next Generation: "All Good Things...")               | Вінріх Колб (режисер), Рональд Мур (сценарист), Бренон Брага (сценарист) | Paramount Pictures                                                        | [ 47 ] |
| 1995 | Інтерв'ю з вампіром (англ. Interview with the Vampire)                                                                         | Ніл Джордан (режисер), Енн Райс (сценарист, оригінальний роман) | The Geffen Film Company                                                   | [ 47 ] |
| 1995 | Маска (англ. The Mask) | Чак Рассел (режисер), Майк Верб (сценарист), Майкл Фаллон (сценарист), Марк Верейден (сценарист) | Dark Horse Entertainment/New Line Cinema                                  | [ 47 ] |
| 1995 | Зоряна брама (англ. Stargate)                                                                                                  | Роланд Еммеріх (режисер, сценарист), Дін Девлін (сценарист) | Carolco Pictures/Centropolis                                              | [ 47 ] |
| 1995 | Зоряний шлях: Покоління (англ. Star Trek: Generations)                                                                         | Девід Карсон (режисер), Рональд Мур (сценарист), Бреннон Брага (сценарист), Рік Берман (сценарист) | Paramount Pictures                                                        | [ 47 ] |
| 1996 | Вавилон-5: «Прихід тіней» (англ. Babylon 5: "The Coming of Shadows")                                                           | Жанет Грік (режисер), Джозеф Майкл Стражинськи (сценарист) | Babylonian Productions                                                    | [ 48 ] |
| 1996 | Аполлон-13 (англ. Apollo 13)                                                                                                   | Рон Говард (режисер), Вільям Бройлз-молодший (сценарист), Ел Райнерт (сценарист), на основі книги Джеймса Ловелла і Джеффрі Клугера                                                                                 | Imagine Entertainment/Universal Studios                                   | [ 48 ] |
| 1996 | Зоряний шлях: Глибокий космос 9: «Відвідувач» (англ. Star Trek: Deep Space Nine: "The Visitor")                                | Девід Лівінгстон (режисер), Майкл Тейлор (сценарист) | Paramount Pictures                                                        | [ 48 ] |
| 1996 | Історія іграшок (англ. Toy Story)                                                                                              | Джон Лассетер (режисер, сценарист), Джосс Ведон (сценарист), Джоел Кохен (сценарист), Алек Соколов (сценарист), Ендрю Стентон (сценарист), Піт Доктер (сценарист), Джо Ранфт (сценарист)                            | The Walt Disney Company/Pixar                                             | [ 48 ] |
| 1996 | 12 мавп (англ. 12 Monkeys) | Террі Гілліам (режисер), Девід Вебб Піплз (сценарист), Джанет Піплз (сценарист), за мотивами фільму Кріса Маркера                                                                                                   | Atlas/Universal Studios                                                   | [ 48 ] |
| 1997 | Вавилон-5: «Нездійсненні мрії» (англ. Babylon 5: "Severed Dreams")                                                             | Девід Ігл (режисер), Майкл Стражинські (сценарист) | Babylonian Productions                                                    | [ 49 ] |
| 1997 | День незалежності (англ. Independence Day)                                                                                     | Роланд Еммеріх (режисер, сценарист), Дін Девлін (сценарист) | 20th Century Fox/Centropolis                                              | [ 49 ] |
| 1997 | Марс атакує! (англ. Mars Attacks!)                                                                                             | Тім Бертон (режисер), Джонатан Гемтс (сценарист), на основі настільної карткової гри Лі Брауна, Вуді Гелмана, Воллі Вуда, Боба Повела і Нормана Сандерса                                                            | Warner Bros.                                                              | [ 49 ] |
| 1997 | Зоряний шлях: Перший контакт (англ. Star Trek: First Contact)                                                                  | Джонатан Фрейкс (режисер), Рік Берман (сценарист), Рональд Мур (сценарист), Бреннон Брага (сценарист) | Paramount Pictures                                                        | [ 49 ] |
| 1997 | Зоряний шлях: Глибокий космос 9: «Випробування і Трібли» (англ. Star Trek: Deep Space Nine: "Trials and Tribble-ations")       | Джонатан Вест (режисер), Рональд Мур (сценарист), Рене Ечеварія (сценарист), Іра Стівен Берн (сценарист), Ганс Беймер (сценарист), Роберт Вольф (сценарист)                                                         | Paramount Pictures                                                        | [ 49 ] |
| 1998 | Контакт (англ. Contact) | Роберт Земекіс (режисер), Джеймс В. Харт (сценарист), Майкл Голденберг (сценарист), за мотивами твору Карла Сагана і Енн Друян                                                                                      | SouthSide Amusement/Warner Bros.                                          | [ 50 ] |
| 1998 | П'ятий елемент (англ. The Fifth Element)                                                                                       | Люк Бессон (режисер, сценарист), Роберт Марк Камен (сценарист) | Gaumont Film Company/Columbia Pictures                                    | [ 50 ] |
| 1998 | Гаттака (англ. Gattaca) | Ендрю Нікол (режисер, сценарист) | Columbia Pictures/Jersey                                                  | [ 50 ] |
| 1998 | Люди в чорному (англ. Men in Black)                                                                                            | Баррі Зонненфельд (режисер), Ед Соломон (сценарист), за мотивами коміксу Ловела Каннітгема | Amblin Entertainment/Columbia Pictures/McDonald/Parkes                    | [ 50 ] |
| 1998 | Зоряний десант (англ. Starship Troopers)                                                                                       | Пол Верховен (режисер), Едвард Ньюмайер (сценарист), за мотивами роману Роберта Гайнлайна | Touchstone Pictures/TriStar Pictures                                      | [ 50 ] |
| 1999 | Шоу Трумена (англ. The Truman Show)                                                                                            | Пітер Вір (режисер), Ендрю Нікол (сценарист) | Paramount Pictures                                                        | [ 51 ] |
| 1999 | Вавилон-5: «Сон на світлі» (англ. Babylon 5: "Sleeping in Light")                                                              | Майкл Стражинські (режисер, сценарист) | Babylonian Productions                                                    | [ 51 ] |
| 1999 | Темне місто (англ. Dark City)                                                                                                  | Алекс Прояс (режисер, сценарист), Девід С. Ґоєр (сценарист), Лем Доббс (сценарист) | New Line Cinema                                                           | [ 51 ] |
| 1999 | Плезантвіль (англ. Pleasantville)                                                                                              | Ґері Росс (режисер, сценарист) | New Line Cinema                                                           | [ 51 ] |
| 1999 | Зоряний шлях: Повстання (англ. Star Trek: Insurrection)                                                                        | Джонатан Фрейкс (режисер), Майкл Піллер (сценарист), Рік Берман (сценарист) | Paramount Pictures                                                        | [ 51 ] |
| 2000 | У пошуках галактики (англ. Galaxy Quest)                                                                                       | Дін Парісот (режисер), Девід Говард (сценарист), Роберт Говард (сценарист) | DreamWorks                                                                | [ 52 ] |
| 2000 | Бути Джоном Малковичем (англ. Being John Malkovich)                                                                            | Спайк Джонз (режисер), Чарлі Кауфман (сценарист) | Gramercy Pictures/Propaganda Films/Single Cell                            | [ 52 ] |
| 2000 | Сталевий гігант (англ. The Iron Giant)                                                                                         | Бред Бірд (режисер, сценарист), Тім МакКенліс (сценарист), за мотивами твору Теда Х'юза | Warner Bros.                                                              | [ 52 ] |
| 2000 | Матриця (англ. The Matrix) | Енді Вачовські (режисер, сценарист), Ларрі Вачовські (режисер, сценарист) | Silver Pictures                                                           | [ 52 ] |
| 2000 | Шосте відчуття (англ. The Sixth Sense)                                                                                         | М. Найт Ш'ямалан (режисер, сценарист) | Hollywood Pictures/Spyglass Entertainment/Kennedy/Marshall                | [ 52 ] |
| 2001 | Тигр підкрадається, дракон ховається (англ. Crouching Tiger, Hidden Dragon)                                                    | Енг Лі (режисер), Джеймс Шамус (сценарист), Ванг Ху-Лінг (сценарист), Цай Куо Юнг (сценарист), за мотивами твору Дулу Ванга                                                                                         | China Film Group Corporation                                              | [ 53 ] |
| 2001 | Втеча з курника (англ. Chicken Run)                                                                                            | Пітер Лорд (режисер, сценарист), Нік Парк (режисер, сценарист), Кері Кіккпатрік (сценарист), Ренді Картрайт (сценарист)                                                                                             | Aardman Animations/Allied Artists International/DreamWorks                | [ 53 ] |
| 2001 | Дюна Френка Герберта (англ. Frank Herbert's Dune)                                                                              | Джон Гаррісон (режисер, сценарист), за мотивами твору Френка Герберта | New Amsterdam                                                             | [ 53 ] |
| 2001 | Частота (англ. Frequency) | Ґреґорі Гобліт (режисер), Тобі Еммеріх (сценарист) | New Line Cinema                                                           | [ 53 ] |
| 2001 | Люди Ікс (англ. X-Men) | Браян Сінґер (режисер, сценарист), Девід Гейтер (сценарист), Том ДеСанто (сценарист) | 20th Century Fox/Marvel Studios                                           | [ 53 ] |
| 2002 | Володар перснів: Хранителі Персня (англ. The Lord of the Rings: The Fellowship of the Ring)                                    | Пітер Джексон (режисер, сценарист), Філіппа Бойєнс (сценарист), Френ Велш (сценарист), за мотивами твору Дж. Р. Р. Толкієна                                                                                         | New Line Cinema/The Saul Zaentz Company/WingNut Films                     | [ 54 ] |
| 2002 | Гаррі Поттер і філософський камінь (англ. Harry Potter and the Philosopher's Stone)                                            | Кріс Коламбус (режисер), Стів Кловз (сценарист) | 1492 Pictures/Heyday Films/Warner Bros.                                   | [ 54 ] |
| 2002 | Корпорація монстрів (англ. Monsters, Inc.)                                                                                     | Піт Доктер (режисер, сценарист), Девід Сілверман (режисер), Лі Анкріч (режисер), Ендрю Стентон (сценарист), Джилл Калтон (сценарист), Ден Джерсон (сценарист), Ральф Егглстон (сценарист), Джефф Піджон (сценарист) | Pixar/The Walt Disney Company                                             | [ 54 ] |
| 2002 | Баффі — переможниця вампірів: «Ще раз, з душею» (англ. Buffy the Vampire Slayer: "Once More, with Feeling")                    | Джосс Відон (режисер, сценарист) | Fox Television Studios/Mutant Enemy Productions                           | [ 54 ] |
| 2002 | Шрек (англ. Shrek) | Ендрю Адамсон (режисер), Вікі Дженсон (режисер), Джо Стілман (сценарист) | DreamWorks/Pacific Data Images                                            | [ 54 ] |

### Премія «Г'юґо» за найкращу драматичну постановку в двох формах (2003— дотепер)
Починаючи з 2003 року премію за найкращу драматичну постановку було розділено на дві категорії в залежності від тривалості постановки: довга форма (постановка тривалістю не менше дев'яноста хвилин) і коротка форма (постановка тривалістю менше дев'яноста хвилин). Обидві премії видаються "за постановку в будь-якому форматі, включаючи кінематограф, телебачення, радіомовлення, театр, відео ігри і музику.

#### Довга форма
| Рік  | Постановка | Творець (-ці) | Видавник (-ки) | Прим.  |
| ---- | --- | --- | --- | ------ |
| 2003 | Володар перснів: Дві вежі (англ. The Lord of the Rings: The Two Towers)                                              | Пітер Джексон (режисер, сценарист), Френ Уелш (сценарист), Філіппа Бойєнс (сценарист), Стівен Сінклейр (сценарист), за мотивами твору Дж. Р. Р. Толкієна                                       | New Line Cinema | [ 56 ] |
| 2003 | Гаррі Поттер і таємна кімната (англ. Harry Potter and the Chamber of Secrets)                                        | Кріс Коламбус (режисер), Стів Кловз (сценарист), за мотивами твору Джоан Роулінг | Warner Bros. | [ 56 ] |
| 2003 | Особлива думка (англ. Minority Report)                                                                               | Стівен Спілберг (режисер), Скот Френк (сценарист), Джо Коен (сценарист), за мотивами твору Філіпа Діка                                                                                         | 20th Century Fox/DreamWorks | [ 56 ] |
| 2003 | Людина-павук (фільм) (англ. Spider-Man)                                                                              | Сем Реймі (режисер), Девід Кепп (сценарист), за мотивами коміксів Стіва Дітко і Стена Лі | Columbia Pictures | [ 56 ] |
| 2003 | Сен і Тіхіро у полоні духів (англ. Spirited Away)                                                                    | Міядзакі Хаяо (режисер, сценарист), Сінді Девіс Хевіт (сценарист), Дональд Хевіт (сценарист)                                                                                                   | Studio Ghibli/The Walt Disney Company                                                                                                   | [ 56 ] |
| 2004 | Володар перснів: Повернення короля (англ. The Lord of the Rings: The Return of the King)                             | Пітер Джексон (режисер, сценарист), Френ Уелш (сценарист), Філіппа Боєнс (сценарист), за мотивами твору Дж. Р. Р. Толкієна                                                                     | New Line Cinema | [ 57 ] |
| 2004 | 28 днів потому (англ. 28 Days Later)                                                                                 | Денні Бойл (режисер), Алекс Гарленд (сценарист) | DNA Films/Fox Searchlight Pictures | [ 57 ] |
| 2004 | У пошуках Немо (англ. Finding Nemo)                                                                                  | Ендрю Стентон (режисер, сценарист), Лі Анкрич (режисер), Боб Пітерсон (сценарист), Дейвід Рейнолдс (сценарист)                                                                                 | Pixar/The Walt Disney Company | [ 57 ] |
| 2004 | Пірати Карибського моря: Прокляття «Чорної перлини» (англ. Pirates of the Caribbean: The Curse of the Black Pearl)   | Ґор Вербінскі (режисер), Тед Еліот (сценарист), Террі Росс (сценарист), Стюард Бютті (сценарист), Джей Волперт (сценарист)                                                                     | The Walt Disney Company | [ 57 ] |
| 2004 | Люди Ікс 2 (англ. X2: X-Men United)                                                                                  | Браян Сінґер (режисер, сценарист), Майкл Доґерті (сценарист), Ден Гарріс (сценарист), Девід Гейтер (сценарист), Зак Пенн (сценарист)                                                           | 20th Century Fox/Marvel Studios | [ 57 ] |
| 2005 | Суперсімейка (англ. The Incredibles)                                                                                 | Бред Берд (режисер, сценарист) | Pixar/The Walt Disney Company | [ 58 ] |
| 2005 | Вічне сяйво чистого розуму (англ. Eternal Sunshine of the Spotless Mind)                                             | Мішель Гондрі (режисер, сценарист), Чарлі Кауфман (сценарист), П'єр Бісмут (сценарист) | Focus Features | [ 58 ] |
| 2005 | Гаррі Поттер і в'язень Азкабану (англ. Harry Potter and the Prisoner of Azkaban)                                     | Альфонсо Куарон (режисер), Стів Кловз (сценарист), за мотивами твору Джоан Роулінг | Warner Bros. | [ 58 ] |
| 2005 | Небесний капітан і світ майбутнього (англ. Sky Captain and The World of Tomorrow)                                    | Керрі Конран (режисер, сценарист) | Paramount Pictures | [ 58 ] |
| 2005 | Людина-павук 2 (англ. Spider-Man 2)                                                                                  | Сем Реймі (режисер), Елвін Саргент (сценарист), Альфред Гоу (сценарист), Майлс Міллар (сценарист), Майкл Чейбон (сценарист), за мотивами коміксів Стіва Дітко і Стена Лі                       | Sony Pictures Entertainment/Columbia Pictures                                                                                           | [ 58 ] |
| 2006 | Місія Сереніті (англ. Serenity)                                                                                      | Джосс Відон (режисер, сценарист) | Universal Studios/Mutant Enemy Productions                                                                                              | [ 59 ] |
| 2006 | Бетмен: Початок (англ. Batman Begins)                                                                                | Крістофер Нолан (режисер, сценарист), Девід С. Гоєр (сценарист), за мотивами коміксів Боба Кейна                                                                                               | Warner Bros. | [ 59 ] |
| 2006 | Хроніки Нарнії: Лев, чаклунка і платтяна шафа (англ. The Chronicles of Narnia: The Lion, the Witch and the Wardrobe) | Ендрю Адамсон (режисер, сценарист), Енн Пікок (сценарист), Крістофер Маркус (сценарист), Стівен МакФілі (сценарист), за мотивами твору Клайва Льюїса                                           | The Walt Disney Company/Walden Media | [ 59 ] |
| 2006 | Гаррі Поттер і келих вогню (англ. Harry Potter and the Goblet of Fire)                                               | Майк Ньювел (режисер), Стів Кловз (сценарист), за мотивами твору Джоан Роулінг | Warner Bros. | [ 59 ] |
| 2006 | Воллес і Громіт: Прокляття кролика-перевертня (англ. Wallace & Gromit: The Curse of the Were-Rabbit)                 | Нік Парк (режисер, сценарист), Стів Бокс (режисер, сценарист), Боб Бейкер (сценарист), Марк Буртон (сценарист)                                                                                 | DreamWorks Animation/Aardman Animations                                                                                                 | [ 59 ] |
| 2007 | Лабіринт Фавна (англ. Pan's Labyrinth)                                                                               | Гільєрмо дель Торо (режисер, сценарист) | Picturehouse | [ 60 ] |
| 2007 | Останній нащадок Землі (англ. Children of Men)                                                                       | Альфонсо Куарон (режисер, сценарист), Тімоті Секстон (сценарист), Девід Арата (сценарист), Марк Фергус (сценарист), Хок Остбі (сценарист), за мотивами твору Філліс Дороті Джеймс              | Universal Studios | [ 60 ] |
| 2007 | Престиж (англ. The Prestige)                                                                                         | Крістофер Нолан (режисер, сценарист), Джонатан Нолан (сценарист), за мотивами твору Крістофера Пріста                                                                                          | Touchstone Pictures | [ 60 ] |
| 2007 | Затьмарення (англ. A Scanner Darkly)                                                                                 | Річард Лінклейтер (режисер, сценарист), за мотивами твору Філіпа Діка | Warner Independent Pictures | [ 60 ] |
| 2007 | V означає Вендетта (англ. V for Vendetta)                                                                            | Джеймс Мактіг (режисер), Ларрі Вачовскі (сценарист), Енді Вачовскі (сценарист), за мотивами комікса Алана Мура і Девіда Ллойда                                                                 | Warner Bros. | [ 60 ] |
| 2008 | Зоряний пил (англ. Stardust)                                                                                         | Меттью Вон (режисер, сценарист), Джейн Голдман (сценарист), за мотивами роману Ніла Ґеймана | Paramount Pictures | [ 61 ] |
| 2008 | Зачарована (англ. Enchanted)                                                                                         | Кевін Ліма (режисер), Білл Келлі (сценарист) | The Walt Disney Company | [ 61 ] |
| 2008 | Золотий компас (англ. The Golden Compass)                                                                            | Кріс Вайц (режисер, сценарист), за мотивами твору Філіппа Пулмана | | [ 61 ] |
| 2008 | Герої (перший сезон) (англ. Heroes)                                                                                  | Тім Крінг (ідея), різні режисери і сценаристи | NBC Universal Television Group/Tailwind Productions                                                                                     | [ 61 ] |
| 2008 | Гаррі Поттер і Орден Фенікса (англ. Harry Potter and the Order of the Phoenix)                                       | Девід Єйтс (режисер), Міхаель Голденберг (сценарист), за мотивами твору Джоан Роулінг | Warner Bros. | [ 61 ] |
| 2009 | ВОЛЛ·І (англ. WALL·E)                                                                                                | Ендрю Стентон (режисер, сценарист), Джим Рірдон (сценарист), Піт Доктер (сценарист) | Pixar/The Walt Disney Company | [ 62 ] |
| 2009 | Темний лицар (англ. The Dark Knight)                                                                                 | Крістофер Нолан (режисер, сценарист), Джонатан Нолан (сценарист), Девід Гойер (сценарист), за мотивми коміксів Боба Кейна                                                                      | Warner Bros. | [ 62 ] |
| 2009 | Хеллбой 2: Золота армія (англ. Hellboy II: The Golden Army)                                                          | Гільєрмо дель Торо (режисер, сценарист), за мотивами коміксів Майка Мігнола | Dark Horse Entertainment/Universal Studios                                                                                              | [ 62 ] |
| 2009 | Залізна людина (англ. Iron Man)                                                                                      | Джон Фавро (режисер), Марк Фергюс (сценарист), Хоук Остбі (сценарист), Арт Маркам (сценарист), Метт Холловей (сценарист), за мотивами коміксів Стена Лі, Дона Хека, Ларрі Лібера і Джека Кірбі | Paramount Pictures/Marvel Studios | [ 62 ] |
| 2009 | METAtropolis | Джон Скальці (упорядник, сценарист), Елізабет Бір (сценарист), Джей Лейк (сценарист), Тобіас Баклер (сценарист), Карл Шродер (сценарист)                                                       | Audible.com | [ 62 ] |
| 2010 | Місяць (англ. Moon)                                                                                                  | Дункан Джонс (режисер, сценарист), Натан Паркер (сценарист) | Liberty Films | [ 63 ] |
| 2010 | Аватар (англ. Avatar)                                                                                                | Джеймс Кемерон (режисер, сценарист) | 20th Century Fox | [ 63 ] |
| 2010 | Дев'ятий округ (англ. District 9)                                                                                    | Ніл Блокамп (режисер, сценарист), Террі Татчел (сценарист) | TriStar Pictures | [ 63 ] |
| 2010 | Зоряний шлях (англ. Star Trek)                                                                                       | Дж. Дж. Абрамс (режисер), Роберто Орці (сценарист), Алекс Картцман (сценарист) | Paramount Pictures | [ 63 ] |
| 2010 | Вперед і вгору (англ. Up)                                                                                            | Боб Пітерсон (режисер, сценарист), Піт Доктер (режисер, сценарист), Томас МакКарті (сценарист)                                                                                                 | Pixar/The Walt Disney Company | [ 63 ] |
| 2011 | Початок (фільм) (англ. Inception)                                                                                    | Крістофер Нолан (режисер, сценарист) | Warner Bros. | [ 64 ] |
| 2011 | Гаррі Поттер і смертельні реліквії: частина 1 (англ. Harry Potter and the Deathly Hallows – Part 1)                  | Девід Єйтс (режисер), Стів Кловз (сценарист) | Warner Bros. | [ 64 ] |
| 2011 | Як приборкати дракона (англ. How to Train Your Dragon)                                                               | Дін Деблуа (режисер, сценарист), Кріс Сандерс (режисер, сценарист), Вільям Девіс (сценарист)                                                                                                   | DreamWorks Animation | [ 64 ] |
| 2011 | Скотт Пілігрим проти світу (англ. Scott Pilgrim vs. the World)                                                       | Едгар Райт (режисер, сценарист), Майкл Бакалл (сценарист) | Universal Studios | [ 64 ] |
| 2011 | Історія іграшок 3 (англ. Toy Story 3)                                                                                | Лі Анкрич (режисер, сценарист), Майкл Арндт (сценарист), Джон Лассетер (сценарист), Ендрю Стентон (продюсер)                                                                                   | Pixar/Walt Disney Pictures | [ 64 ] |
| 2012 | Гра престолів (перший сезон) (англ. Game of Thrones)                                                                 | Девід Беніофф (ідея) Ден Вайс (ідея), різні режисери і сценаристи | HBO | [ 65 ] |
| 2012 | Перший месник (англ. Captain America: The First Avenger)                                                             | Джо Джонстон (режисер), Крістофер Маркус (сценарист), Стівен МакФілі (сценарист) | Paramount Pictures/Marvel Studios | [ 65 ] |
| 2012 | Гаррі Поттер і Смертельні реліквії: частина 2 (англ. Harry Potter and the Deathly Hallows – Part 2)                  | Девід Єйтс (режисер), Стів Кловз (сценарист) | Warner Bros. | [ 65 ] |
| 2012 | Хранитель часу (англ. Hugo)                                                                                          | Мартін Скорсезе (режисер), Джон Лоґан (сценарист) | Paramount Pictures | [ 65 ] |
| 2012 | Початковий код (англ. Source Code)                                                                                   | Дункан Джонс (режисер), Бен Ріплі (сценарист) | Summit Entertainment | [ 65 ] |
| 2013 | Месники (англ. The Avengers)                                                                                         | Джосс Відон (режисер, сценарист) | Paramount Pictures/Marvel Studios | [ 66 ] |
| 2013 | Хижа у лісі (англ. The Cabin in the Woods)                                                                           | Дрю Годард (режисер, сценарист), Джосс Відон (сценарист) | Mutant Enemy Productions/Lions Gate Entertainment                                                                                       | [ 66 ] |
| 2013 | Хоббіт: Несподівана подорож (англ. The Hobbit: An Unexpected Journey)                                                | Пітер Джексон (режисер, сценарист), Френ Уолш (сценарист), Філіппа Бойєнс (сценарист), Гільєрмо дель Торо (сценарист)                                                                          | WingNut Films/New Line Cinema/Metro-Goldwyn-Mayer/Warner Bros.                                                                          | [ 66 ] |
| 2013 | Голодні ігри (англ. The Hunger Games)                                                                                | Ґері Росс (режисер, сценарист), за мотивами твору Сюзанни Коллінз | Lions Gate Entertainment/Color Force | [ 66 ] |
| 2013 | Петля часу (англ. Looper)                                                                                            | Раян Джонсон (режисер, сценарист) | FilmDistrict/EndGame Entertainment | [ 66 ] |
| 2014 | Гравітація (англ. Gravity)                                                                                           | Альфонсо Куарон (режисер, сценарист), Джонас Куарон (сценарист) | Esperanto Filmoj/Heyday Films/Warner Bros.                                                                                              | [ 67 ] |
| 2014 | Крижане серце (англ. Frozen)                                                                                         | Кріс Бак (режисер), Дженніфер Лі (режисер, сценарист) | Walt Disney Studios Motion Pictures | [ 67 ] |
| 2014 | Голодні ігри: У вогні (англ. The Hunger Games: Catching Fire)                                                        | Френсіс Лоуренс (режисер), Саймон Бофой (сценарист), Майкл Арндт (сценарист), за мотивами твору Сюзанни Коллінз                                                                                | Lions Gate Entertainment/Color Force | [ 67 ] |
| 2014 | Залізна людина 3 (англ. Iron Man 3)                                                                                  | Шейн Блек (режисер, сценарист), Дрю Пірс (сценарист) | Marvel Studios/DMG Entertainment/Paramount Pictures                                                                                     | [ 67 ] |
| 2014 | Тихоокеанський рубіж (англ. Pacific Rim)                                                                             | Гільєрмо дель Торо (режисер, сценарист), Тревіс Бічем (сценарист) | Legendary Pictures/Warner Bros./Disney Double Dare You                                                                                  | [ 67 ] |
| 2015 | Вартові галактики (англ. Guardians of the Galaxy)                                                                    | Джеймс Ґанн (режисер, сценарист), Ніколь Перлман (сценарист) | Marvel Studios/Moving Picture Company                                                                                                   | [ 68 ] |
| 2015 | Перший месник: Друга війна (англ. Captain America: The Winter Soldier)                                               | Ентоні Руссо (режисер), Джо Руссо (режисер), Крістофер Маркус (сценарист), Стівен МакФілі (сценарист), на основі коміксів Еда Брубейкера                                                       | Marvel Studios/Perception/Sony Pictures Imageworks                                                                                      | [ 68 ] |
| 2015 | На межі майбутнього (англ. Edge of Tomorrow)                                                                         | Даг Лайман (режисер), Крістофер Маккуоррі (сценарист), Джез Баттерворс (сценарист), Джон-Генрі Баттерворс (сценарист)                                                                          | Village Roadshow/RatPac-Dune Entertainment/3 Arts Entertainment/Viz Productions                                                         | [ 68 ] |
| 2015 | Інтерстеллар (англ. Interstellar)                                                                                    | Крістофер Нолан (режисер, сценарист), Джонатан Нолан (сценарист) | Paramount Pictures/Warner Bros. Pictures/Legendary Pictures/Lynda Obst Productions/Syncopy                                              | [ 68 ] |
| 2015 | Lego Фільм (англ. The Lego Movie)                                                                                    | Філ Лорд (режисер, сценарист), Кріс Міллер (режисер, сценарист), Ден Хейгмен (сценарист), Кевін Хейгмен (сценарист)                                                                            | Warner Bros. Pictures/Village Roadshow/RatPac-Dune Entertainment/LEGO System A/S/Vertigo Entertainment/Lin Pictures                     | [ 68 ] |
| 2016 | Марсіянин (англ. The Martian)                                                                                        | Рідлі Скотт (режисер), Дрю Годдард (сценарист), на основі роману Енді Вейра | Scott Free Productions/Kinberg Genre/TSG Entertainment/20th Century Fox                                                                 | [ 69 ] |
| 2016 | Месники: Ера Альтрона (англ. Avengers: Age of Ultron)                                                                | Джосс Відон (режисер, сценарист) | Marvel Studios/Walt Disney Studios Motion Pictures                                                                                      | [ 69 ] |
| 2016 | Ex Machina | Алекс Ґарленд (режисер, сценарист) | Film4/DNA Films/Universal Pictures | [ 69 ] |
| 2016 | Шалений Макс: Дорога гніву (англ. Mad Max: Fury Road)                                                                | Джордж Міллер (режисер, сценарист), Брендан МакКарті (сценарист), Ніко Латуріс (сценарист) | Village Roadshow Pictures/Kennedy Miller Mitchell/RatPac-Dune Entertainment/Warner Bros. Pictures                                       | [ 69 ] |
| 2016 | Зоряні війни: Пробудження Сили (англ. Star Wars: The Force Awakens)                                                  | Дж. Дж. Абрамс (режисер, сценарист), Лоуренс Кездан (сценарист), Майкл Арндт (сценарист) | Lucasfilm Ltd./Bad Robot Productions/Walt Disney Studios Motion Pictures                                                                | [ 69 ] |
| 2017 | Прибуття (англ. Arrival)                                                                                             | Дені Вільньов (режисер), Ерік Гайссерер (сценарист), на основі твору Теда Чана | 21 Laps Entertainment/FilmNation Entertainment/Lava Bear Films                                                                          | [ 70 ] |
| 2017 | Дедпул (англ. Deadpool)                                                                                              | Тім Міллер (режисер), Ретт Різ (сценарист), Пол Вернік (сценарист) | Twentieth Century Fox Film Corporation/Marvel Entertainment/Kinberg Genre/The Donners' Company/TSG Entertainment                        | [ 70 ] |
| 2017 | Мисливці за привидами (англ. Ghostbusters)                                                                           | Пол Фіг (режисер, сценарист), Кеті Діпполд (сценарист) | Columbia Pictures/LStar Capital/Village Roadshow Pictures/Pascal Pictures/Feigco Entertainment/Ghostcorps/The Montecito Picture Company | [ 70 ] |
| 2017 | Приховані фігури (англ. Hidden Figures)                                                                              | Тед Мелфі (режисер, сценарист), Еллісон Шредер (сценарист), на основі твору Марго Лі Шеттерлі                                                                                                  | Fox 2000 Pictures/Chernin Entertainment/Levantine Films/TSG Entertainment                                                               | [ 70 ] |
| 2017 | Бунтар Один. Зоряні Війни. Історія (англ. Rogue One: A Star Wars Story)                                              | Ґарет Едвардс (режисер), Кріс Вайц (сценарист), Тоні Гілрой (сценарист) | Lucasfilm/Allison Shearmur Productions/Black Hangar Studios/Stereo D/Walt Disney Pictures                                               | [ 70 ] |
| 2017 | Дивні дива (перший сезон) (англ. Stranger Things)                                                                    | Метт Даффер і Росс Даффер (творці) | 21 Laps Entertainment/Monkey Massacre                                                                                                   | [ 70 ] |
| 2018 | Диво-жінка (англ. Wonder Woman)                                                                                      | Петті Дженкінс (режисер), Джейсон Фукс (сценарист), Зак Снайдер (продюсер), Алан Хейнберг (сценарист)                                                                                          | DC Films/Warner Brothers | [ 71 ] |
| 2018 | Пастка (англ. Get Out)                                                                                               | Джордан Піл (режисер, сценарист) | Blumhouse Productions/Monkeypaw Productions/QC Entertainment                                                                            | [ 71 ] |
| 2018 | Форма води (англ. The Shape of Water)                                                                                | Гільєрмо дель Торо (режисер, сценарист), Ванесса Тейлор (сценарист) | TSG Entertainment/Disney Double Dare You/Fox Searchlight Pictures                                                                       | [ 71 ] |
| 2018 | Зоряні війни: Останні джедаї (англ. Star Wars: The Last Jedi)                                                        | Раян Джонсон (режисер, сценарист) | Lucasfilm | [ 71 ] |
| 2018 | Тор: Раґнарок (англ. Thor: Ragnarok)                                                                                 | Тайка Вайтіті (режисер), Стефані Фолсом (сценарист), Крейг Кайл (сценарист), Крістофер Йост (сценарист)                                                                                        | Marvel Studios | [ 71 ] |
| 2018 | Той, хто біжить по лезу 2049 (англ. Blade Runner 2049)                                                               | Дені Вільньов (режисер), Гемптон Фенчер (сценарист) | Alcon Entertainment/Bud Yorkin Productions/Torridon Films/Columbia Pictures                                                             | [ 71 ] |
| 2019 | Людина-павук: Навколо всесвіту (англ. Spider-Man: Into the Spider-Verse)                                             | Боб Персічетті (режисер), Пітер Ремсі (режисер), Родні Ротман (режисер), Філ Лорд (сценарист)                                                                                                  | Sony | [ 72 ] |
| 2019 | Анігіляція (англ. Annihilation)                                                                                      | Алекс Ґарленд (режисер, сценарист), за мотивами твору Джеффа Вандермеєра | Paramount Pictures/Skydance Media | [ 72 ] |
| 2019 | Месники: Війна нескінченності (англ. Avengers: Infinity War)                                                         | Ентоні Руссо (режисер), Джо Руссо (режисер), Крістофер Маркус (сценарист), Стівен Мак-Філі (сценарист)                                                                                         | Marvel Studios | [ 72 ] |
| 2019 | Чорна Пантера (англ. Black Panther)                                                                                  | Раян Куглер (режисер, сценарист), Джо Роберт Коул (сценарист) | Marvel Studios | [ 72 ] |
| 2019 | Тихе місце (англ. A Quiet Place)                                                                                     | Джон Кразінські (режисер, сценарист), Скотт Бек (сценарист), Браян Вудз (сценарист) | Platinum Dunes/Sunday Night | [ 72 ] |
| 2019 | Вибачте, що потурбував (англ. Sorry to Bother You)                                                                   | Бутс Райлі (режисер, сценарист) | Annapurna Pictures | [ 72 ] |
| 2020 | Добрі передвісники                                                                                                   | Дуглса Макінон (режисер), Ніл Ґейман (сценарист, оригінальний твір), Террі Пратчетт (оригінальний твір)                                                                                        | Amazon Studios | [ 73 ] |
| 2020 | Месники: Завершення (англ. Avengers: Endgame)                                                                        | Ентоні Руссо і Джо Руссо (режисери), Крістофер Маркус (сценарист), Стівен Мак-Філі (сценарист)                                                                                                 | Marvel Studios | [ 73 ] |
| 2020 | Капітан Марвел (англ. Captain Marvel)                                                                                | Анна Боден і Раян Флек (режисери, сценаристи), Женева Робертсон-Дворет (сценаристка) | Marvel Studios | [ 73 ] |
| 2020 | Матрьошка (перший сезон) (англ. Russian Doll)                                                                        | Наташа Лайонн (режисерка, авторка ідеї), Леслі Хедленд (режисерка, авторка ідеї), Емі Полер (авторка ідеї), Джеймі Беббіт (сценаристка)                                                        | Netflix | [ 73 ] |
| 2020 | Зоряні війни: Скайвокер. Сходження (англ. Star Wars: The Rise of Skywalker)                                          | Джефрі Джейкоб Абрамс (режисер, сценарист), Кріс Терріо (сценарист) | Lucasfilm | [ 73 ] |
| 2020 | Ми (англ. Us) | Джордан Піл (режисер, сценарист) | Monkeypaw Productions | [ 73 ] |
| 2021 | Стара гвардія (англ. The Old Guard)                                                                                  | Джина Прінс-Байтвуд (режисерка), Грег Рука (сценарист) | Netflix/Skydance Media | [ 74 ] |
| 2021 | Пісенний конкурс Євробачення: Історія вогненної саги (англ. Eurovision Song Contest: The Story of Fire Saga)         | Девід Добкін (режисер), Вілл Феррелл (сценарист), Ендрю Стіл (сценарист) | European Broadcasting Union/Netflix | [ 74 ] |
| 2021 | Хижі пташки (та фантастична Харлі Квін)                                                                              | Кеті Ян (режисерка), Крістіна Годсон (сценаристка) | Warner Bros. | [ 74 ] |
| 2021 | Зависнути у Палм-Спрінгс (англ. Palm Springs)                                                                        | Макс Барбаков (режисер), Енді Сіара (сценарист) | Limelight/Sun Entertainment Culture/The Lonely Island/Culmination Productions/Neon/Hulu/Amazon Prime                                    | [ 74 ] |
| 2021 | Душа (англ. Soul) | Піт Доктер (режисер, сценарист), Майк Джонс (сценарист), Кемп Паверс (сценарист), Дена Мюррей (продюсерка)                                                                                     | Pixar Animation Studios/Walt Disney Pictures                                                                                            | [ 74 ] |
| 2021 | Тенет (англ. Tenet)                                                                                                  | Крістофер Нолан (режисер, сценарист) | Warner Bros./Syncopy | [ 74 ] |
| 2022 | Дюна (англ. Dune) | Дені Вільнев (режисер, сценарист), Ерік Рот (сценарист), Френк Герберт (оригінальний твір) | Warner Brothers/Legendary Entertainment                                                                                                 | [ 75 ] |
| 2022 | Енканто (англ. Encanto)                                                                                              | Джаред Буш (режисер, сценарист), Черіс Кастро Сміт (режисер, сценарист), Байрон Говард (режисер)                                                                                               | Walt Disney Studios Motion Pictures | [ 75 ] |
| 2022 | Легенда про Зеленого лицаря (англ. The Green Knight)                                                                 | Девід Ловері (режисер, сценарист) | BRON Studios/A24 | [ 75 ] |
| 2022 | Шан-Чі та Легенда Десяти Кілець (англ. Shang-Chi and the Legend of the Ten Rings)                                    | Дестін Креттон (режисер, сценарист), Девід Калагам (сценарист), Ендрю Лехем (сценарист) | Walt Disney Studios Motion Pictures | [ 75 ] |
| 2022 | Космічні чистильники (англ. Space Sweepers)                                                                          | Чо Сунг-хі (режисер, сценарист) | Bidangil Pictures | [ 75 ] |
| 2022 | ВандаВіжен (англ. WandaVision)                                                                                       | Джек Шефер (керівник), Метт Шекман (режисер), різні сценаристи | Disney+ | [ 75 ] |

#### Коротка форма
| Рік  | Постановка | Творець (-ці) | Видавник (-ки)                                                                    | Прим.  |
| ---- | --- | --- | --------------------------------------------------------------------------------- | ------ |
| 2003 | Баффі — переможниця вампірів: «Розмови з мерцями» (англ. Buffy the Vampire Slayer: "Conversations with Dead People")                    | Нік Марк (режисер), Джейн Еспенсон (сценарист), Дрю Годдард (сценарист) | 20th Century Fox Television/Mutant Enemy Productions                              | [ 56 ] |
| 2003 | Ангел: «Зачекати на крилі» (англ. Angel: "Waiting in the Wings")                                                                        | Джосс Відон (режисер, сценарист) | 20th Century Fox Television/Mutant Enemy Productions                              | [ 56 ] |
| 2003 | Світляк: «Сереніті» (англ. Firefly: "Serenity")                                                                                         | Джосс Відон (режисер, сценарист) | 20th Century Fox Television/Mutant Enemy Productions                              | [ 56 ] |
| 2003 | Зоряний шлях: Ентерпрайз: «Вуглецевий струмок» (англ. Star Trek: Enterprise: "Carbon Creek")                                            | Джеймс Контнер (режисер), Кріс Блек (сценарист), Річард Берман (сценарист), Бренон Брага (сценарист), Ден О'Шеннон (сценарист)                                                                         | Paramount Pictures                                                                | [ 56 ] |
| 2003 | Зоряний шлях: Ентерпрайз: «Ніч в медичному відсіку» (англ. Star Trek: Enterprise: "A Night in Sickbay")                                 | Девід Стрейтон (режисер), Річард Берман (сценарист), Бренон Брага (сценарист) | Paramount Pictures                                                                | [ 56 ] |
| 2004 | Виступ Голума на нагородженні MTV Movie Awards                                                                                          | Френ Волш (режисер, сценарист), Філіппа Боєнс (режисер, сценарист), Пітер Джексон (режисер, сценарист)                                                                                                 | Wingnut Films/New Line Cinema                                                     | [ 57 ] |
| 2004 | Баффі — переможниця вампірів: «Обраний» (англ. Buffy the Vampire Slayer: "Chosen")                                                      | Джосс Відон (режисер, сценарист) | 20th Century Fox Television/Mutant Enemy Productions                              | [ 57 ] |
| 2004 | Світляк: «Золоте серце» (англ. Firefly: "Heart of Gold")                                                                                | Томас Райт (режисер), Бретт Метью (сценарист) | 20th Century Fox Television/Mutant Enemy Productions                              | [ 57 ] |
| 2004 | Світляк: «Повідомлення» (англ. Firefly: "The Message")                                                                                  | Тім Майнір (режисер, сценарист), Джосс Відон (сценарист) | 20th Century Fox Television/Mutant Enemy Productions                              | [ 57 ] |
| 2004 | Таємниці Смолвіля: «Розетта» (англ. Smallville: "Rosetta")                                                                              | Джеймс Маршал (режисер), Альфред Гоу (сценарист), Майлс Майлар (сценарист) | Tollin/Robbins Productions/Warner Bros.                                           | [ 57 ] |
| 2005 | Зоряний крейсер «Галактика»: «33» (англ. Battlestar Galactica: "33")                                                                    | Майкл Рюмер (режисер), Рональд Д. Мур (сценарист) | NBC Universal/Sci Fi Channel                                                      | [ 58 ] |
| 2005 | Ангел: «Не зникай» (англ. Angel: "Not Fade Away")                                                                                       | Джефрі Белл (режисер, сценарист), Джосс Відон (сценарист) | 20th Century Fox Television/Mutant Enemy Productions                              | [ 58 ] |
| 2005 | Ангел: «Час посміхатись» (англ. Angel: "Smile Time")                                                                                    | Бен Едлунд (режисер, сценарист, сценарист), Джосс Відон (сценарист) | 20th Century Fox Television/Mutant Enemy Productions                              | [ 58 ] |
| 2005 | Загублені: «Пілот» (англ. Lost: "Pilot")                                                                                                | Дж. Дж. Абрамс (режисер, сценарист), Деймон Лінделоф (сценарист), Джефрі Лібер (сценарист) | Touchstone Pictures/Bad Robot Productions                                         | [ 58 ] |
| 2005 | Зоряна брама: SG-1: «Герої» (англ. Stargate SG-1: "Heroes")                                                                             | Анді Мікіта (режисер), Роберт Купер (сценарист) | Metro-Goldwyn-Mayer/Sci Fi Channel                                                | [ 58 ] |
| 2006 | Доктор Хто: «Порожня дитина»/«Доктор танцює» (англ. Doctor Who: "The Empty Child"/"The Doctor Dances")                                  | Джеймс Хейвс (режисер), Стівен Моффат (сценарист) | BBC Cymru Wales/BBC One                                                           | [ 59 ] |
| 2006 | Зоряний крейсер «Галактика»: «Пегас» (англ. Battlestar Galactica: "Pegasus")                                                            | Майкл Рюмер (режисер), Анна Кофель Сандерс (сценарист) | NBC Universal/British Sky Broadcasting                                            | [ 59 ] |
| 2006 | Доктор Хто: «Далек» (англ. Doctor Who: "Dalek")                                                                                         | Джо Еарне (режисер), Роберт Шірман (сценарист) | BBC Cymru Wales/BBC One                                                           | [ 59 ] |
| 2006 | Доктор Хто: «День батька» (англ. Doctor Who: "Father's Day")                                                                            | Джо Еарне (режисер), Пол Корнелл (сценарист) | BBC Cymru Wales/BBC One                                                           | [ 59 ] |
| 2006 | Джек-Джек Атакує (англ. Jack-Jack Attack)                                                                                               | Бред Берд (режисер, сценарист) | The Walt Disney Company/Pixar                                                     | [ 59 ] |
| 2006 | Lucas Back in Anger | Філ Райнс (режисер, текст), Ян Соренсен (текст) | Reductio Ad Absurdum Productions                                                  | [ 59 ] |
| 2006 | Церемонія нагородження Prix Victor Hugo Awards                                                                                          | Пол Дж. МакОлі (ведучий, текст), Кім Ньюман (ведучий, текст), Майк Моір (режисер), Деббі Моір (режисер)                                                                                                | Interaction Events                                                                | [ 59 ] |
| 2007 | Доктор Хто: «Дівчина в каміні» (англ. Doctor Who: "The Girl in the Fireplace")                                                          | Еврос Лін (режисер), Стівен Моффат (сценарист) | BBC Cymru Wales/BBC One                                                           | [ 60 ] |
| 2007 | Зоряний крейсер «Галактика»: «Завантажений» (англ. Battlestar Galactica: "Downloaded")                                                  | Джеф Вулног (режисер), Бредлі Томпсон (сценарист), Девід Веддл (сценарист) | NBC Universal/British Sky Broadcasting                                            | [ 60 ] |
| 2007 | Доктор Хто: «Армія привидів»/«Судний день» (англ. Doctor Who: "Army of Ghosts"/"Doomsday")                                              | Грім Харпер (режисер), Рассел Т. Девіс (сценарист) | BBC Cymru Wales/BBC One                                                           | [ 60 ] |
| 2007 | Доктор Хто: «Шкільна зустріч» (англ. Doctor Who: "School Reunion")                                                                      | Джеймс Хейвс (режисер), Тобі Вайтхаус (сценарист) | BBC Cymru Wales/BBC One                                                           | [ 60 ] |
| 2007 | Зоряна брама: SG-1: «200» (англ. Stargate SG-1: "200")                                                                                  | Мартін Вуд (режисер), Бред Райт (сценарист), Роберт Купер (сценарист), Джозеф Маллозі (сценарист), Пол Мюллі (сценарист), Карл Біндер (сценарист), Мартін Геро (сценарист), Алан МакКуллог (сценарист) | Double Secret Productions/NBC Universal                                           | [ 60 ] |
| 2008 | Доктор Хто: «Кліп-кліп» (англ. Doctor Who: "Blink")                                                                                     | Хетті МакДоналд (режисер), Стівен Моффат (сценарист) | BBC                                                                               | [ 61 ] |
| 2008 | Зоряний крейсер «Галактика»: «Лезо» (англ. Battlestar Galactica: "Razor")                                                               | Фелікс Енгікуе Алкала (режисер), Вейн Роз (режисер), Майкл Тейлор (сценарист) | Sci Fi Channel                                                                    | [ 61 ] |
| 2008 | Доктор Хто: «Людська природа»/«Сім'я крові» (англ. Doctor Who: "Human Nature"/"The Family of Blood")                                    | Чарльз Палмер (режисер), Пол Корнелл (сценарист) | BBC                                                                               | [ 61 ] |
| 2008 | Стар Трек: Нові Подорожі: «Світу достатньо і часу» (англ. Star Trek New Voyages: "World Enough and Time")                               | Марк Скотт Зікрі (режисер, сценарист), Майкл Рівз (сценарист) | Cawley Entertainment Company/The Magic Time Company                               | [ 61 ] |
| 2008 | Торчвуд: «Капітан Джек Харнесс» (англ. Torchwood: "Captain Jack Harkness")                                                              | Ешлі Вей (режисер), Катеріна Трегенна (сценарист) | BBC Cymru Wales                                                                   | [ 61 ] |
| 2009 | Музичний блог Доктора Жахливого (англ. Dr. Horrible's Sing-Along Blog)                                                                  | Джосс Відон (режисер, сценарист), Зак Відон (сценарист), Джед Відон (сценарист), Маурісса Танхароен (сценарист)                                                                                        | Mutant Enemy Productions                                                          | [ 62 ] |
| 2009 | Зоряний крейсер «Галактика»: «Одкровення» (англ. Battlestar Galactica: "Revelations")                                                   | Майкл Рюмер (режисер), Бредлі Томпсон (сценарист), Девід Веддл (сценарист) | NBC Universal                                                                     | [ 61 ] |
| 2009 | Доктор Хто: «Тиша в бібліотеці»/«Ліс мерців» (англ. Doctor Who: "Silence in the Library"/"Forest of the Dead")                          | Еврос Лін (режисер), Стівен Моффат (сценарист) | BBC Cymru Wales                                                                   | [ 62 ] |
| 2009 | Доктор Хто: «Зверни ліворуч» (англ. Doctor Who: "Turn Left")                                                                            | Грім Харпер (режисер), Рассел Т. Девіс (сценарист) | BBC Cymru Wales                                                                   | [ 62 ] |
| 2009 | Загублені: «Сталі» (англ. Lost: "The Constant")                                                                                         | Джек Бендер (режисер), Карлтон Кюз (сценарист), Деймон Лінделоф (сценарист) | Bad Robot Productions/ABC Studios                                                 | [ 62 ] |
| 2010 | Доктор Хто: «Води Марса» (англ. Doctor Who: "The Waters of Mars")                                                                       | Грім Харпер (режисер), Рассел Т. Девіс (сценарист), Філ Форд (сценарист) | BBC Cymru Wales                                                                   | [ 63 ] |
| 2010 | Доктор Хто: «Наступний Доктор» (англ. Doctor Who: "The Next Doctor")                                                                    | Енді Годдард (режисер), Рассел Т. Девіс (сценарист) | BBC Cymru Wales                                                                   | [ 63 ] |
| 2010 | Доктор Хто: «Планета мертвих» (англ. Doctor Who: "Planet of the Dead")                                                                  | Джеймс Стронг (режисер), Рассел Т. Девіс (сценарист), Гарет Робертс (сценарист) | BBC Cymru Wales                                                                   | [ 63 ] |
| 2010 | Клуб ляльок: «Епіграф один» (англ. Dollhouse: "Epitaph One")                                                                            | Девід Соломон (режисер), Маурісса Танхароен (сценарист), Джед Відон (сценарист), Джосс Відон (сценарист)                                                                                               | Mutant Enemy Productions                                                          | [ 63 ] |
| 2010 | Проблиски майбутнього: «Жодних гарних днів» (англ. FlashForward: "No More Good Days")                                                   | Девід С. Ґоєр (режисер, сценарист), Бренон Брага (сценарист), за мотивами твору Роберта Соєра | American Broadcasting Company                                                     | [ 63 ] |
| 2011 | Доктор Хто: «Пандорика відкривається»/«Великий вибух» (англ. Doctor Who: "The Pandorica Opens"/"The Big Bang")                          | Тобі Хайнес (режисер), Стівен Моффат (сценарист) | BBC Cymru Wales                                                                   | [ 64 ] |
| 2011 | Доктор Хто: «Різдвяна пісня» (англ. Doctor Who: "A Christmas Carol")                                                                    | Тобі Хайнес (режисер), Стівен Моффат (сценарист) | BBC Cymru Wales                                                                   | [ 64 ] |
| 2011 | Доктор Хто: «Вінсент і Доктор» (англ. Doctor Who: "Vincent and the Doctor")                                                             | Джонні Кампбелл (режисер), Річард Картіс (сценарист) | BBC Cymru Wales                                                                   | [ 64 ] |
| 2011 | Fuck Me, Ray Bradbury | Пол Бріганті (режисер), Рейчел Блум (сценарист) |                                                                                   | [ 64 ] |
| 2011 | Нічия річ (англ. The Lost Thing) | Шон Тан (режисер, оригінальна книга), Ендрю Рахеман (режисер) | Passion Pictures                                                                  | [ 64 ] |
| 2012 | Доктор Хто: «Дружина Доктора» (англ. Doctor Who: "The Doctor's Wife")                                                                   | Річард Кларк (режисер), Ніл Ґейман (сценарист) | BBC Cymru Wales                                                                   | [ 65 ] |
| 2012 | Спільнота: «Лікувальна теорія хаосу» (англ. Community "Remedial Chaos Theory")                                                          | Джеф Мелман (режисер), Ден Хермон (сценарист), Кріс МакКенна (сценарист) | NBC                                                                               | [ 65 ] |
| 2012 | Доктор Хто: «Дівчина, яка чекала» (англ. Doctor Who: "The Girl Who Waited")                                                             | Нік Харра (режисер), Том МакРає (сценарист) | BBC Cymru Wales                                                                   | [ 65 ] |
| 2012 | Доктор Хто: «Хороша людина йде на війну» (англ. Doctor Who: "A Good Man Goes to War")                                                   | Пітер Хор (режисер), Стівен Моффат (сценарист) | BBC Cymru Wales                                                                   | [ 65 ] |
| 2012 | The Drink Tank's Hugo Acceptance Speech                                                                                                 | Крістофер Дж. Ґарсія, Джеймс Бекон | Renovation                                                                        | [ 65 ] |
| 2013 | Гра престолів: «Чорнавода» (англ. Game of Thrones: "Blackwater")                                                                        | Ніл Маршалл (режисер), Джордж Мартін (оригінальна історія, сценарист) | HBO                                                                               | [ 66 ] |
| 2013 | Доктор Хто: «Притулок далеків» (англ. Doctor Who: "Asylum of the Daleks")                                                               | Нік Харра (режисер), Стівен Моффат (сценарист) | BBC Cymru Wales                                                                   | [ 66 ] |
| 2013 | Доктор Хто: «Янголи захоплюють Манхетен» (англ. Doctor Who: "The Angels Take Manhattan")                                                | Нік Харра (режисер), Стівен Моффат (сценарист) | BBC Cymru Wales                                                                   | [ 66 ] |
| 2013 | Доктор Хто: «Сніговики» (англ. Doctor Who: "The Snowmen")                                                                               | Сол Метзштейн (режисер), Стівен Моффат (сценарист) | BBC Cymru Wales                                                                   | [ 66 ] |
| 2013 | Межа: «Листи перевезень» (англ. Fringe: "Letters of Transit")                                                                           | Джо Чапелле (режисер), Дж. Дж. Абрамс, Алекс Куртцмен, Роберто Орчі, Аківа Голдсмен, Дж. Х. Вайман, Джеф Пінкнер (сценаристи)                                                                          | Fox Broadcasting Company                                                          | [ 66 ] |
| 2014 | Гра престолів: Дощі Кастамере (англ. Game of Thrones: "The Rains of Castamere")                                                         | Девід Наттер (режисер), Девід Беньофф (сценарист), Д.Б. Вайс (сценарист), Джордж Мартін (оригінальна історія)                                                                                          | HBO                                                                               | [ 67 ] |
| 2014 | Пригода в просторі та часі (англ. An Adventure in Space and Time)                                                                       | Террі МакДонаф (режисер), Марк Гатісс (сценарист) | BBC Television                                                                    | [ 67 ] |
| 2014 | Доктор Хто: День Доктора (англ. Doctor Who: "The Day of the Doctor")                                                                    | Нік Харра (режисер), Стівен Моффат (сценарист) | BBC Television                                                                    | [ 67 ] |
| 2014 | Доктор Хто: Ім'я Доктора (англ. Doctor Who: "The Name of the Doctor")                                                                   | Сол Метзштейн (режисер), Стівен Моффат (сценарист) | BBC Television                                                                    | [ 67 ] |
| 2014 | П'ять Докторів: Перезапуск (англ. The Five(ish) Doctors Reboot)                                                                         | Пітер Девісон (режисер, сценарист) | BBC Television                                                                    | [ 67 ] |
| 2014 | Темна сирота: Варіації приручення (англ. Orphan Black: "Variations under Domestication")                                                | Джо Фавцетт (режисер), Вілл Парску (сценарист) | Temple Street Productions/Space/BBC America                                       | [ 67 ] |
| 2015 | Темна сирота: Способами що ще не пробували (англ. Orphan Black: "By Means Which Have Never Yet Been Tried")                             | Джо Фавцетт (режисер), Ґрехам Менсон (сценарист) | Temple Street Productions, Space/BBC America                                      | [ 68 ] |
| 2015 | Доктор Хто: Слухай (англ. Doctor Who: "Listen")                                                                                         | Дуглас Макіннон (режисер), Стівен Моффат (сценарист) | BBC Television                                                                    | [ 68 ] |
| 2015 | Флеш: Пілот (англ. The Flash: "Pilot")                                                                                                  | Девід Наттер (режисер), Ендрю Крейсберг (сценарист), Джоф Джонс (сценарист), Грег Берланті (сценарист)                                                                                                 | Berlanti Productions/DC Entertainment/Warner Bros. Television                     | [ 68 ] |
| 2015 | Гра престолів: Гора та Змій (англ. Game of Thrones: "The Mountain and the Viper")                                                       | Алекс Грейвс (режисер), Девід Беньофф (сценарист), Д.Б. Вайс (сценарист), Джордж Мартін (оригінальний роман)                                                                                           | HBO/Bighead, Littlehead/Television 360/Startling Television/Generator Productions | [ 68 ] |
| 2015 | Грімм: Одного разу ми були богами (англ. Grimm: "Once We Were Gods")                                                                    | Стівен ДеПол (режисер), Алан Ді Фіоре (сценарист) | GK Productions/Hazy Mills Productions/Universal Television)                       | [ 68 ] |
| 2016 | Джессіка Джонс: AKA Smile (англ. Jessica Jones: "AKA Smile)                                                                             | Майкл Рюмер (режисер), Скотт Рейнольдс (сценарист), Мелісса Розенберг (сценарист), Джеймі Кінг (сценарист)                                                                                             | Marvel Television/ABC Studios/Tall Girls Productions/Netflix                      | [ 69 ] |
| 2016 | Доктор Хто: Посланець Раю (англ. Doctor Who: "Heaven Sent")                                                                             | Рейчел Талалай (режисер), Стівен Моффат (сценарист) | BBC Television                                                                    | [ 69 ] |
| 2016 | Грімм: Головний біль (англ. Grimm: "Headache")                                                                                          | Джим Коф (режисер, сценарист), Девід Грінвальт (сценарист) | GK Productions/Hazy Mills Productions/Universal Television                        | [ 69 ] |
| 2016 | Дружба — це диво: К'юті мапа (1 і 2 частини) (англ. My Little Pony: Friendship Is Magic: "The Cutie Map")                               | Джейсон Тіссен і Джим Міллер (режисери), Скотт Соннрборн (сценарист), М. А. Ларсон (сценарист), Меган МакКарті (сценарист)                                                                             | DHX Media/Vancouver/Hasbro Studios                                                | [ 69 ] |
| 2016 | Надприродне: Просто моя уява (англ. Supernatural: "Just My Imagination")                                                                | Річард Шпейґт мол. (режисер), Дженні Клайн (сценарист) | Kripke Enterprises/Wonderland Sound and Vision/Warner Bros. Television            | [ 69 ] |
| 2017 | Простір: Левіафан прокидається (англ. The Expanse: "Leviathan Wakes")                                                                   | Террі МакДоу (режисер), Марк Фергюс (сценарист), Говк Остбі (сценарист), на основі твору Джеймс Корі                                                                                                   | SyFy                                                                              | [ 70 ] |
| 2017 | Чорне дзеркало: Сан Джуніперо (англ. Black Mirror: "San Junipero")                                                                      | Овен Гарріс (режисер), Чарлі Брукер (сценарист) | House of Tomorrow                                                                 | [ 70 ] |
| 2017 | Доктор Хто: Повернення Доктора Містеріо (англ. Doctor Who: "The Return of Doctor Mysterio")                                             | Ед Базалджетт (режисер), Стівен Моффат (сценарист) | BBC Television                                                                    | [ 70 ] |
| 2017 | Гра престолів: Битва Бастардів (англ. Game of Thrones: "Battle of the Bastards")                                                        | Мігель Сапочник (режисер), Девід Беніофф та Ден Вайс (сценаристи) Джордж Мартін (оригінальний роман)                                                                                                   | HBO                                                                               | [ 70 ] |
| 2017 | Гра престолів: Ходу (англ. Game of Thrones: "The Door")                                                                                 | Джек Бендер (режисер), Девід Беніофф та Ден Вайс (сценаристи) Джордж Мартін (оригінальний роман) | HBO                                                                               | [ 70 ] |
| 2017 | Splendor & Misery | Clipping | Sub Pop, Deathbomb Arc                                                            | [ 70 ] |
| 2018 | У кращому світі: Проблема трамваю (англ. The Good Place: "The Trolley Problem")                                                         | Дін Голланд (режисер), Джош Сігал та Ділан Морган (сценаристи) | Fremulon/3 Arts Entertainment/Universal Television                                | [ 71 ] |
| 2018 | Чорне дзеркало: Космічний човен Калістер (англ. Black Mirror: "USS Callister")                                                          | Тобі Гейнс (режисер), Чарлі Брукер (сценарист), Вільям Бріджес (сценарист) | House of Tomorrow                                                                 | [ 71 ] |
| 2018 | Доктор Хто: Двічі в часі (англ. Doctor Who: "Twice Upon a Time")                                                                        | Рейчел Талалай (режисер), Стівен Моффат (сценарист) | BBC Television                                                                    | [ 71 ] |
| 2018 | У кращому світі: Гамбіт Майкла (англ. The Good Place: "Michael's Gambit")                                                               | Майкл Шур (режисер, сценарист) | Fremulon/3 Arts Entertainment/Universal Television                                | [ 71 ] |
| 2018 | The Deep | Clipping | This American Life                                                                | [ 71 ] |
| 2018 | Зоряний шлях: Дискавері: Магія що робить найсвідоміших божевільними (англ. Star Trek: Discovery: "Magic to Make the Sanest Man Go Mad") | Девід Баррет (режисер), Арон Елі Колєйт та Джіс Александр (сценаристи) | CBS Television Studios                                                            | [ 71 ] |
| 2019 | У кращому світі: Джанет (англ. The Good Place: "Janet(s)")                                                                              | Морган Сакет (режисер), Джош Сігал та Ділан Морган (сценаристи) | NBC                                                                               | [ 72 ] |
| 2019 | Брудні комп'ютери англ. Dirty Computer                                                                                                  | Ендрю Доного (режисер), Чак Латінґ (режисер), Жанель Моне (виконавиця) | Wondaland Arts Society/Bad Boy Records/Atlantic Records                           | [ 72 ] |
| 2019 | Доктор Хто: Демони Панджабу (англ. Doctor Who: "Demons of the Punjab")                                                                  | Джемі Чайлд (режисер), Віней Пател (сценарист) | BBC Television                                                                    | [ 72 ] |
| 2019 | Доктор Хто: Роза (англ. Doctor Who: "Rosa")                                                                                             | Марк Тондерай (режисер), Мелорі Блекмен (сценарист), Кріс Чібнолл (сценарист) | BBC Television                                                                    | [ 72 ] |
| 2019 | Простір: Брама Абаддона (англ. The Expanse: "Abaddon's Gate")                                                                           | Сімон Джонс (режисер), Деніел Абрагем (сценарист), Ті Френк (сценарист), Нарен Шанкар (сценарист) | Penguin in a Parka/Alcon Entertainment                                            | [ 72 ] |
| 2019 | У кращому світі: Джеремі Берімі (англ. The Good Place: "Jeremy Bearimy")                                                                | Трент О'Доннел (режисер), Меган Амрем (сценарист) | NBC                                                                               | [ 72 ] |
| 2020 | У кращому світі: Відповідь (англ. The Good Place: "The Answer")                                                                         | Валерія Колінс (режисерка), Деніал Шофілд (сценарист) | NBC                                                                               | [ 73 ] |
| 2020 | Доктор Хто: Рішення (англ. Doctor Who: "Resolution")                                                                                    | Вейн Їп (режисер), Кріс Чібнолл (сценарист) | BBC Television                                                                    | [ 73 ] |
| 2020 | Простір: Пожежа Сіболи (англ. The Expanse: "Cibola Burn")                                                                               | Брек Ейснер (режисер), Деніел Абрагем (сценарист), Ті Френк (сценарист), Нарен Шанкар (сценарист) | Amazon Prime Video                                                                | [ 73 ] |
| 2020 | Мандалорець: «Частина 8: Спасіння» (англ. The Mandalorian: "Chapter 8: Redemption")                                                     | Тайка Вайтіті (режисер), Джон Фавро (сценарист) | Disney+                                                                           | [ 73 ] |
| 2020 | Вартові: Заходить Бог в Абар (англ. Watchmen: "A God Walks into Abar")                                                                  | Ніколь Касель (режисерка), Джеф Дженсен (сценарист), Деймон Лінделоф (сценарист) | HBO                                                                               | [ 73 ] |
| 2020 | Вартові: Надзвичайна істота (англ. Watchmen: "This Extraordinary Being")                                                                | Стівен Вільямс (режисер), Корд Джеферсон (сценарист), Деймон Лінделоф (сценарист) | HBO                                                                               | [ 73 ] |
| 2021 | У кращому світі: Коли будеш готова (англ. The Good Place: "Whenever You're Ready")                                                      | Майкл Шур (режисер, сценарист) | Fremulon/3 Arts Entertainment/Universal Television                                | [ 74 ] |
| 2021 | Простір: Ґаугамела (англ. The Expanse: "Gaugamela")                                                                                     | Нік Ґомез (режисер), Ден Новак (сценарист) | Alcon Entertainment/Alcon Television Group/Amazon Studios/Hivemind/Just So        | [ 74 ] |
| 2021 | Ші-Ра і могутні принцеси: Серце (англ. She-Ra and the Princesses of Power: "Heart")                                                     | Джен Бенет (режисерка), Кікі Манрік (сценаристка), Джозі Кемпбел (сценаристка), Ноел Стівенсон (сценаристка)                                                                                           | DreamWorks Animation Television/Netflix                                           | [ 74 ] |
| 2021 | Мандалорець: «Частина 13: Джедай» (англ. The Mandalorian: "Chapter 13: The Jedi")                                                       | Дейв Філоні (режисер, сценарист) | Golem Creations/Lucasfilm/Disney+                                                 | [ 74 ] |
| 2021 | Мандалорець: «Частина 16: Порятунок» (англ. The Mandalorian: "Chapter 16: The Rescue")                                                  | Пейтон Рід (режисер), Джон Фавро (сценарист) | Golem Creations/Lucasfilm/Disney+                                                 | [ 74 ] |
| 2021 | Доктор Хто: Втікач від Джудунів (англ. Doctor Who: "Fugitive of the Judoon")                                                            | Ніда Мензур (режисерка), Віней Пател (сценарист), Кріс Чібнолл (сценарист) | BBC                                                                               | [ 74 ] |
| 2022 | Простір: Ігри Немезиди (англ. The Expanse: "Nemesis Games")                                                                             | Брек Ейснер (режисер, сценарист), Деніел Абрагам і Тай Френк (сценаристи, оригінальний твір), Нарен Шанкар (сценарист)                                                                                 | Amazon Studios                                                                    | [ 75 ] |
| 2022 | Аркейн: Чудовисько, яке ти створив (англ. Arcane: "The Monster You Created")                                                            | Паскаль Чару (режисер), Арно Делорд (режисер) | Netflix                                                                           | [ 75 ] |
| 2022 | Заради всього людства: Сірий (англ. For All Mankind: "The Grey")                                                                        | Серджіо Міміка-Геззан (режисер), Мет Волпред (сценарист), Бен Невіді (сценарист) | Tall Ship Productions/Sony Pictures Television                                    | [ 75 ] |
| 2022 | Локі: «Подія Нексус» (англ. Loki: "The Nexus Event")                                                                                    | Майкл Велдрон (керівник), Кейт Геррон (режисерка), Ерік Мартін (сценарист) | Disney+                                                                           | [ 75 ] |
| 2022 | Зоряний шлях: Нижні палуби: «Ведж Дудж» (англ. Star Trek: Lower Decks: "wej Duj")                                                       | Боб Скварез (режисер), Кетрін Лін (сценаристка) | CBS Eye Animation Productions                                                     | [ 75 ] |
| 2022 | Колесо часу: Вогні Тар Валора (англ. The Wheel of Time: "The Flame of Tar Valon")                                                       | Саллі Річардсон (режисерка), Джастін Джул Ґілмер (сценарист), Роберт Джордан (оригінальний твір) | Amazon Studios                                                                    | [ 75 ] |